# Manganknolle

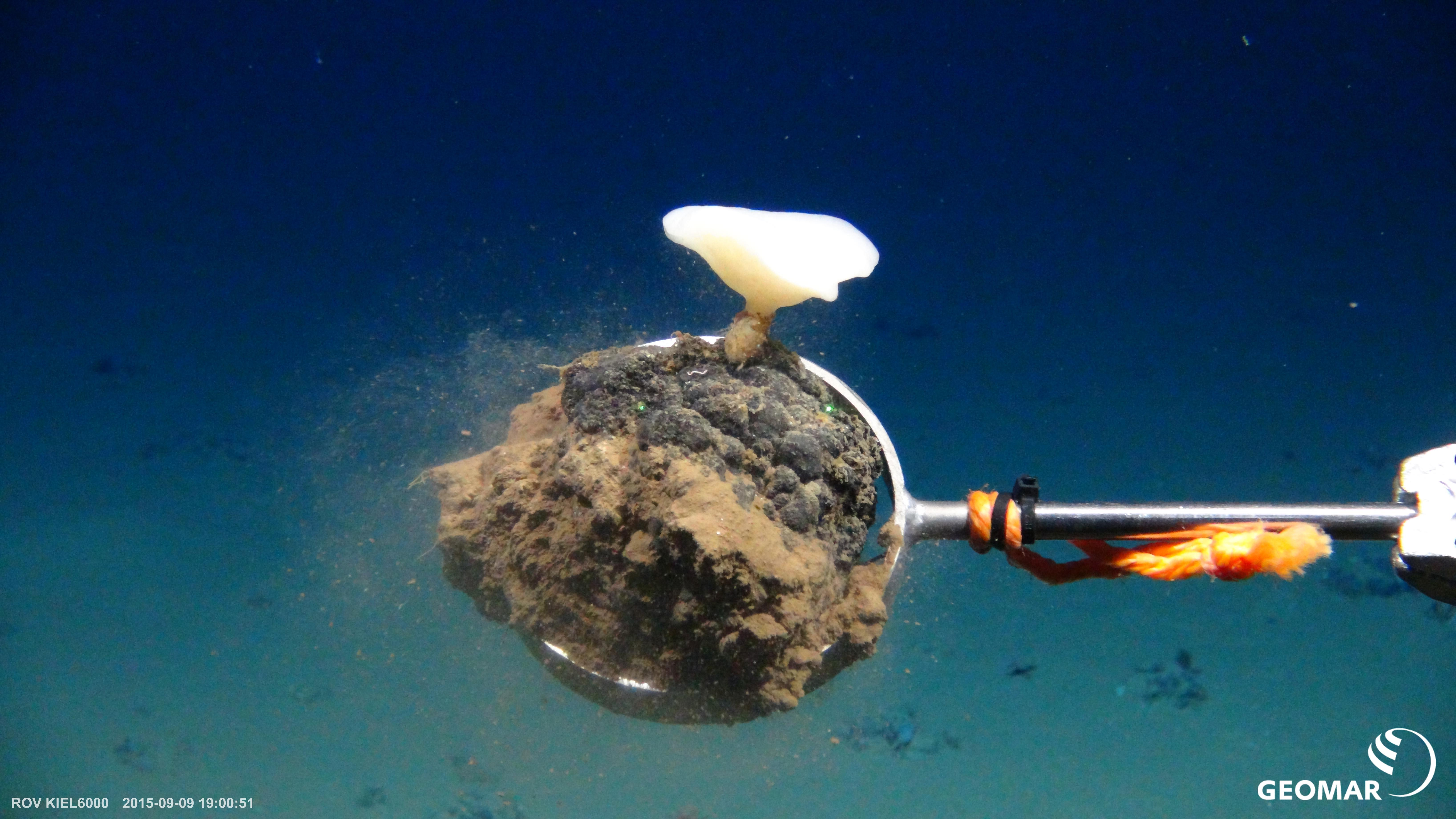
Arm des Unterwasserfahrzeugs ROV KIEL 6000 mit einer Manganknolle, auf der ein Glasschwamm wächst

Manganknollen, auch polymetallische oder Ferromanganknollen genannt, sind erdig-braune bis bläulich-schwarze Mineral-Aggregate, die vorwiegend aus Verbindungen von Mangan und Eisen bestehen. Daneben enthalten sie Kupfer, Cobalt, Nickel sowie andere Metalle. Sie kommen in weiten Teilen der Tiefsee zwischen etwa 3000 und 6000 Metern auf den Sedimenten des Meeresbodens vor. Die größten Vorkommen befinden sich im Pazifischen Ozean, wo mehrere Milliarden Tonnen Mangan und Eisen sowie große Mengen anderer Metalle in Form von Manganknollen lagern.
Die Größe der Knollen variiert von kleinen Partikeln bis hin zu größeren Gebilden mit einem Durchmesser von einigen Zentimetern. Ihre Gestalt ist kugel- bis diskusförmig oder sie treten in unregelmäßigen Formen auf. Die Manganknollen der Tiefsee wachsen, von Ausnahmen abgesehen, mit einer Geschwindigkeit von einigen Millimetern pro einer Million Jahre. Aus ihrem Aufbau und ihrer Zusammensetzung lassen sich verschiedene Aspekte des erdgeschichtlichen Klimas und der Meereschemie über Millionen Jahre nachvollziehen.
Der Meeresboden der Tiefsee, der mehr als die Hälfte der Erdoberfläche bedeckt, ist das größte Ökosystem der Erde, das zu den artenreichsten Lebensräumen zählt. In Tiefseeregionen mit Manganknollenvorkommen schaffen diese ein Lebensumfeld mit einer großen Artenvielfalt. Manganknollen stellen Lebensräume für Mikroorganismen, Würmer, Krebstiere, Mollusken und andere wirbellose ortsgebundene Tiere. Verschiedene meiofaunale Gruppen von Lebewesen kommen nur auf den Knollen vor. Auf den Manganknollen lebende Mikroorganismen bauen abgestorbenes pflanzliches und tierisches Material ab, das zum Meeresboden absinkt. Die von ihnen produzierte Biomasse bildet die Basis der dortigen Nahrungskette und leistet einen wichtigen Beitrag für die Lebensgemeinschaft der Tiefsee. Doch die niedrigen Temperaturen und das eingeschränkte Nahrungsangebot führen zu einer niedrigen Stoffwechselrate. Infolgedessen wachsen die Organismen, die sie bewohnen, nur langsam und ihre Reproduktionsrate ist niedrig.
Die Manganknollen, die zunächst als ein wissenschaftliches Kuriosum betrachtet wurden, stellen eine potentielle Quelle für Erze von Cobalt, Nickel, Kupfer, Metalle der Seltenen Erden und andere Metalle dar. Die ersten Projekte zur Gewinnung der Knollen auf dem Meeresboden sowie deren Verarbeitung begannen in den 1960er Jahren. Aufgrund wirtschaftlicher und rechtlicher Überlegungen sowie ungeklärter technischer und ökologischer Fragen stellten die meisten Firmen die kommerziellen Projekte in den 1980er Jahren wieder ein. Die Nachfrage nach Metallen wächst jedoch stetig, und Deutschland ist beispielsweise bei der Produktion von Elektroautos, Windkraftanlagen oder Akkumulatoren auf Basis von Lithium, Cobalt oder Nickel fast vollständig auf die Einfuhr dieser Metalle angewiesen. Die hohe Nachfrage nach diesen Metallen in der Luft- und Raumfahrttechnik, der Umwelttechnik, der Medizintechnik und anderen Spitzentechnologien könnte zum Auslöser für neue Meeresbodenbergbauprojekte im 21. Jahrhundert werden.
Die Lizenzen für die Exploration und den Abbau der Manganknollen vergibt die Internationale Meeresbodenbehörde auf Grundlage des 1994 ratifizierten Seerechtsübereinkommens, in dem die Vereinten Nationen die Manganknollen zum Erbe der gesamten Menschheit erklärten. Jedoch sind die Ökosysteme der Tiefsee, eine der abgelegensten und am wenigsten erforschten Regionen der Erde, zum Teil bereits durch anthropogene Stressfaktoren vorbelastet.
Aufgrund der Befürchtung, dass der Meeresbodenbergbau diese Faktoren verstärken und zu einem unumkehrbaren Verlust an Biodiversität und Ökosystemfunktionen führen würde, empfahlen Experten im Jahr 2021 in einer Wissenschaftlichen Erklärung zum Meeresbodenbergbau, alle Vorhaben zur Ausbeutung von Manganknollen auszusetzen. Deutschland hat im Rahmen der EU-Biodiversitätsstrategie 2030 die Position bezogen, dass Manganknollen erst dann abgebaut werden sollten, wenn die Auswirkungen des Abbaus hinreichend untersucht sind und nachgewiesen werden kann, dass die Meeresumwelt dadurch nicht gefährdet wird.

## Abgrenzung zu anderen Meeresbodenmineralien
Neben Manganknollen existieren noch andere Arten von metallhaltigen Ablagerungen in Meeren und Seen, die von Manganknollen abgegrenzt und unterschieden werden müssen. Einige der Bildungsprozesse für die anderen Mineralien des Meeresbodens basieren auf Prozessen, die ebenfalls für das Wachstum der Manganknollen entscheidend sind, andere basieren auf anderen Metallquellen und Wachstumsformen. Die Zusammensetzung der Meeresbodenmineralien kann in weiten Grenzen variieren und reicht von fast reinen Eisen- bis zu fast reinen Manganoxiden. Hydrogenetische Ferromangankrusten, die sich vorwiegend durch die Ausfällung von Mineralien aus kaltem Meerwasser bilden, haben in der Regel ein durchschnittliches Verhältnis von Mangan zu Eisen von 1,5 bis etwa 0,83; Manganknollen aus der Clarion-Clipperton-Zone liegen bei einem Mangan-zu-Eisen-Verhältnis von etwa 3,34, in anderen Teilen des Pazifiks kann das Verhältnis 1,5 betragen.

### Ferromangankrusten

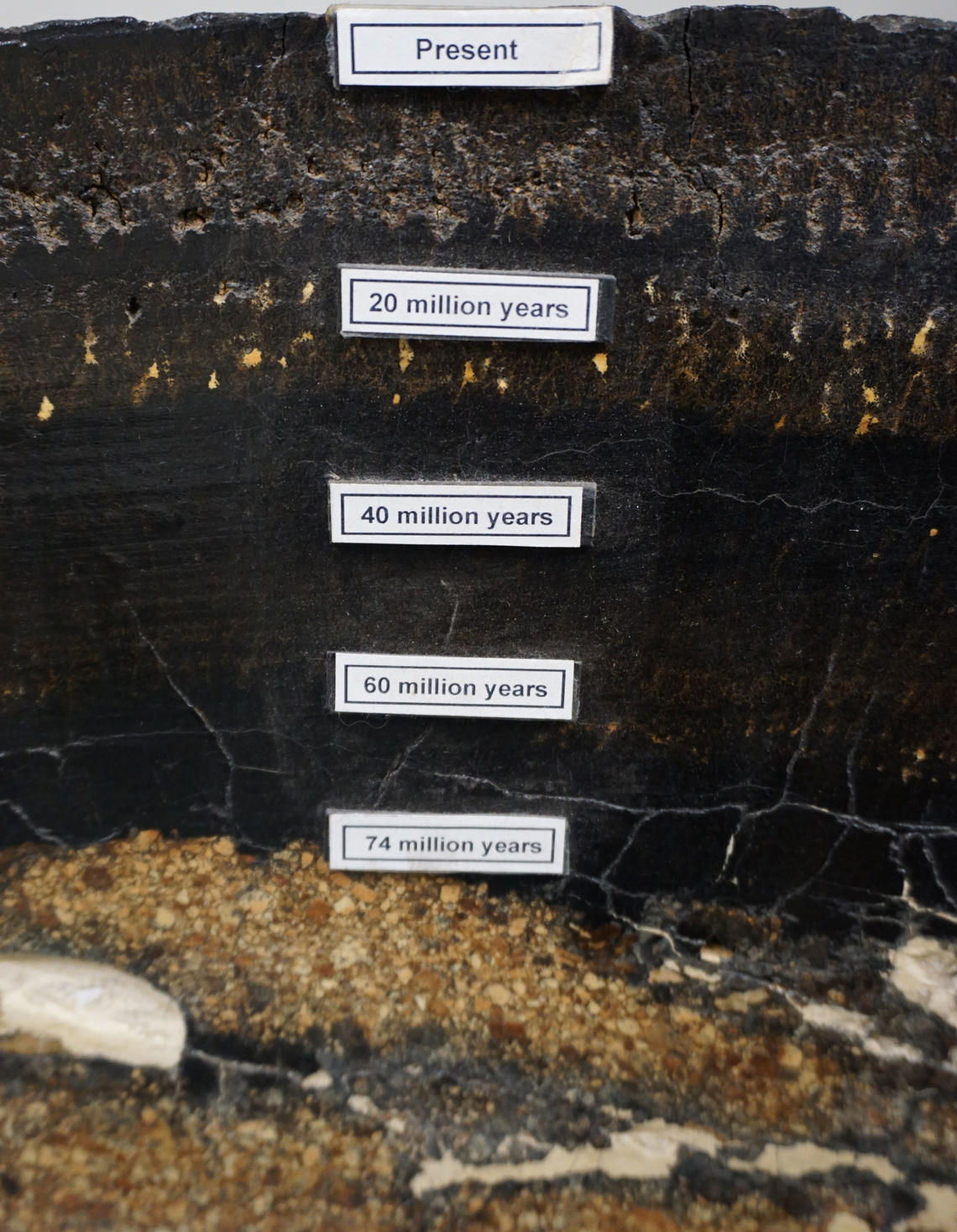
Querschnitt durch eine Ferromangankruste

Bei Ferromangankrusten, auch Mangan- oder Cobaltkrusten genannt, handelt es sich um Krusten metallhaltiger Verbindungen auf Felsen. Sie befinden sich in Tiefen von etwa 1000 bis 3000 Metern auf dem harten Gestein von Tiefseebergen, unterseeischen Aufschlüssen und sedimentarmen ozeanischen Plateaus. Ferromangankrusten bestehen oft nur aus hydrogenetischen Schichten. Die Krusten weisen einen hohen Anteil an Cobalt auf und sind fest mit dem Gesteinsuntergrund verbunden. Die Gewinnung der Ferromangankrusten ist mit einem erheblichen Energieaufwand verbunden. Sie treten häufig in Gebieten mit signifikanter vulkanischer Aktivität auf und liegen oft in den „Ausschließlichen Wirtschaftszonen“. Große Vorkommen befinden sich etwa im zentralen äquatorialen Pazifik, im äquatorialen Indischen Ozean und im Zentralen Atlantik.

### Ferromangankonkretionen
Ferromangankonkretionen kommen in flachen Meeresgebieten wie der Ostsee, dem Schwarzen Meer und in Süßwasserseen vor. Sie werden zum Teil als Manganknollen bezeichnet, obwohl sie sich in ihrer Wachstumsrate und Struktur von den Manganknollen der Tiefsee unterscheiden. Die im Süßwasser vorkommenden Konkretionen werden als Süßwasser-Manganknollen bezeichnet. Sie wachsen durch ähnliche Prozesse wie die Manganknollen der Tiefsee, jedoch wesentlich schneller. Ablagerungen von Süßwasser-Manganknollen finden sich beispielsweise im Michigansee sowie im Oneida Lake, einem großen, relativ flachen See im US-Bundesstaat New York. Der Grund für das schnelle Wachstum liegt im Mangangehalt des Porenwassers der Green Bay und des nördlichen Michigansees, der im Vergleich zum Seewasser um etwa das 2500- bis 4000-fache angereichert ist. Der hohe Mangangehalt der Flüsse, die in die Green Bay fließen, stammt möglicherweise aus den ausgedehnten Eisenerzlagerstätten im Norden und Westen des Lake Michigans.

### Massivsulfide

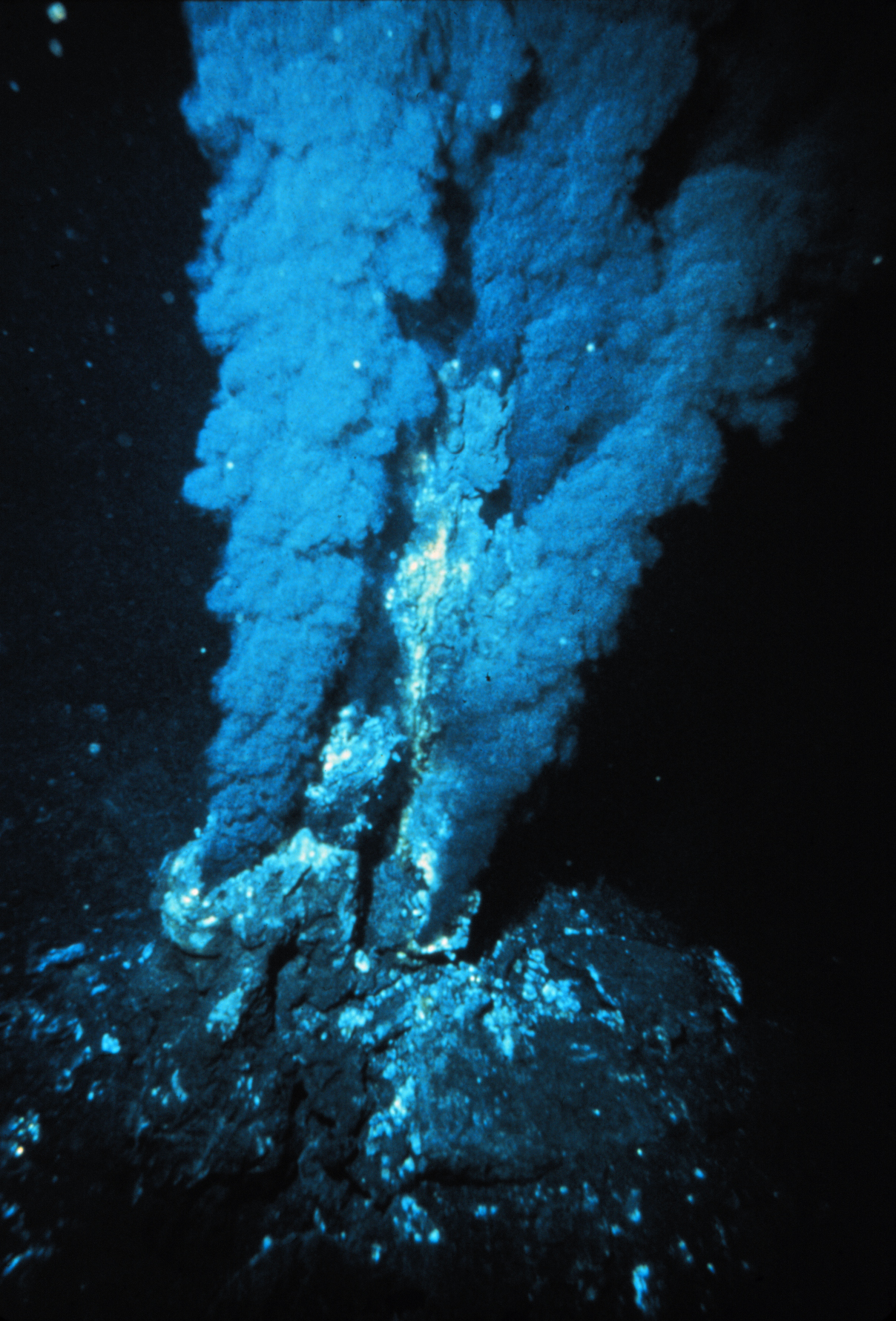
Schwarzer Raucher im Atlantischen Ozean

Massivsulfide sind Schwefelverbindungen, die sich in 500 bis 4000 Metern Tiefe in der Umgebung von heißen, mineralienreichen hydrothermalen Tiefseequellen abgelagert haben. Meerwasser, das an den Ozeanbodenspreizungen in die ozeanische Erdkruste eindringt, wird durch den dort herrschenden Druck und die Temperatur in ein hydrothermales Fluid mit niedrigem pH-Wert und hoher Temperatur umgewandelt. Dieses hydrothermale Fluid ist in der Lage, große Mengen an Metallsalzen aus dem Gestein zu lösen. Die Metallsulfide, die aus den hydrothermalen Fluiden ausgefällt werden, enthalten unter anderem hohe Konzentrationen von Kupfer, Zink und Edelmetallen. Die Größe der Vorkommen beträgt bis zu fünf Millionen Tonnen Metallsalze, die Gesamtvorkommen sind jedoch wesentlich kleiner als die der Manganknollen und Ferromangankrusten. Große Lagerstätten befinden sich im Roten Meer, dem zentralen und östlichen Manus-Becken vor Papua-Neuguinea sowie in Mittelozeanischen Rücken.

### Tiefseeschlämme
Größere Vorkommen an Tiefsee- oder Erzschlämmen bilden sich, wenn durch Klüfte und Risse im Meeresgrund Meerwasser in die Erdkruste dringt, in Magmakammern aufgeheizt wird und dabei große Mengen an Salzen löst. Wenn es als hydrothermales Fluid einige Hundert Meter unter der Sedimentoberfläche austritt und nach oben steigt und sich dabei mit kaltem Porenwasser vermischt, fallen dabei die gelösten Metallverbindungen aus und lagern sich im Sediment ab. Ein großes bekanntes Vorkommen namens „Atlantis II“ liegt im Roten Meer und umfasst etwa 90 Millionen Tonnen Metallerze. Tiefseeschlämme gelten als potentiell große Ressource für Metalle der Seltenen Erden sowie anderer Metalle. Die Konzentrationen der Metalloxide liegen im Bereich von 0,5 %, einzelne Fraktionen enthalten bis zu 2,2 % an Oxiden der Seltenen Erden.

## Geschichte

### Challenger-Expedition

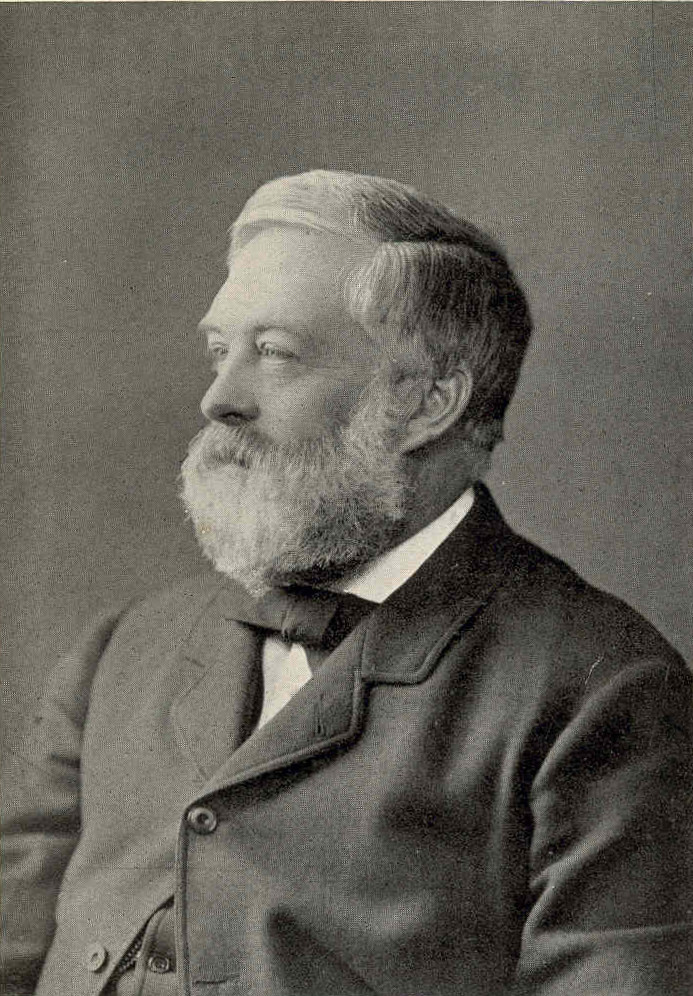
Charles Wyville Thomson, Leiter der Challenger-Expedition

Die Existenz von Manganknollen ist seit dem späten 19. Jahrhundert bekannt. Ihre Entdeckung erfolgte am 18. Februar 1873 während der Challenger-Expedition, einer britischen Forschungsreise, die wichtige Aufschlüsse über die geologische und zoologische Beschaffenheit des Ozeanbodens brachte. Berichte, dass Manganknollen bereits während der Sofia-Expedition 1868 gefunden wurden, erwiesen sich als falsch.
Der Leiter der Challenger-Expedition, Charles Wyville Thomson, beschrieb die wesentlichen Elemente der Knollenfunde 1876 folgendermaßen:

“Over the whole bottom of the Pacific […] we find red clay, and particularly in the North Pacific, where there is a great depth of water. The red clay has all through it nodules, which vary from the size of sago, or a canary seed to the size of a child’s head or an orange, composed of nearly pure peroxide of manganese. These are found in enormous quantity. The trawl […] brings up masses of concretions, much resembling lumps of the mineral known as wad, almost all of which contain as a kernel in the interior, a fish’s tooth, or a little bit of sponge, or some fossil of some kind, which has formed the nucleus round which the manganese has accumulated.”

„Auf dem gesamten Boden des Pazifiks […] finden wir roten Ton, insbesondere im Nordpazifik, wo das Wasser sehr tief ist. Der rote Ton ist von Knollen durchsetzt, die von der Größe eines Sago oder eines Kanariensamens bis zur Größe eines Kinderkopfes oder einer Orange reichen und aus fast reinem Manganperoxid (Anmerkung: Manganperoxid ist eine alte Bezeichnung für Mangandioxid (MnO2)) bestehen. Sie werden in enormen Mengen gefunden. Das Schleppnetz […] bringt Massen von Konkretionen zum Vorschein, die Klumpen des Minerals ähneln, das als Manganschaum bekannt ist, und die fast alle als Kern im Inneren einen Fischzahn oder ein Stückchen Schwamm oder ein Fossil irgendeiner Art enthalten, das den Kristallisationskeim gebildet hat, um den sich das Mangan angesammelt hat.“

Bei folgenden Expeditionen, etwa 1878 bei der von Adolf Erik Nordenskiöld mit dem Schiff Vega durchgeführten Erstdurchquerung der Nordostpassage, wurden weitere Manganknollen gefördert und analysiert. John Murray, der als Begründer der Ozeanographie gilt, und der belgische Geologe Alphonse-François Renard beschrieben die Eigenschaften der bei der Challenger-Expedition gefundenen Manganknollen in einem umfangreichen Werk. Größere Aufmerksamkeit als die Manganknollen erregte jedoch die Vielzahl der während der Expedition gefundenen Pflanzen- und Tierexemplare. Die Manganknollen dagegen wurden fast ein Jahrhundert lang nicht weiter erforscht.

### 20. Jahrhundert

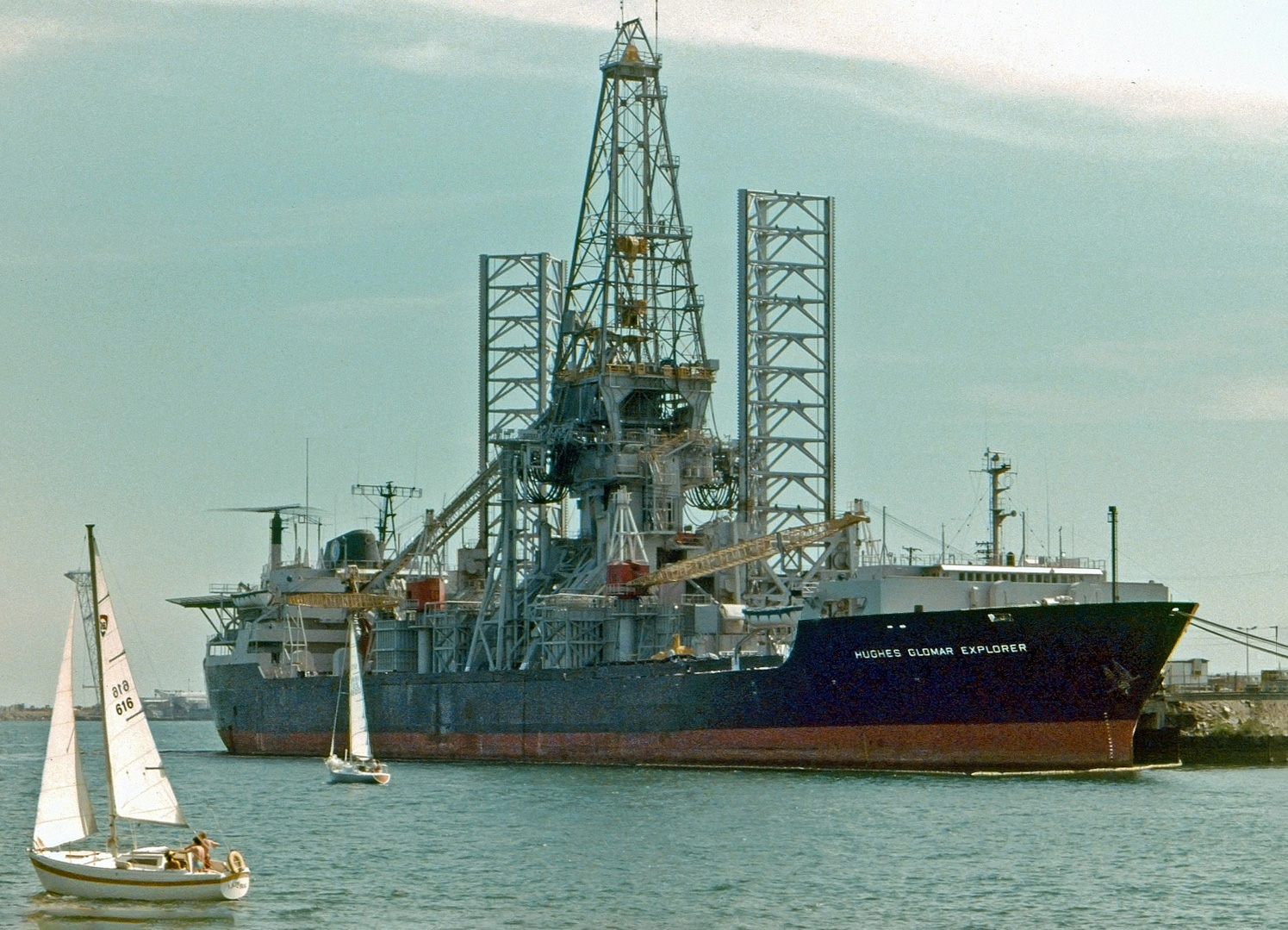
Die Hughes Glomar Explorer an ihrem Liegeplatz in Long Beach, Kalifornien (1976)

Eine intensivere Forschung in Bezug auf Manganknollen begann Mitte des 20. Jahrhunderts. In den 1960er Jahren fingen erste Diskussionen über die wirtschaftliche Ausbeutung der Manganknollen an, nachdem John L. Mero seine Doktorarbeit zu diesem Thema abschloss, die er zunächst in der Zeitschrift Economic Geology und später als Buch unter dem Titel „The Mineral Resources of the Sea“ veröffentlichte. Nach Meros Berechnung befanden sich allein in der Clarion-Clipperton-Zone, eine Bruchzone in der ozeanischen Kruste im Zentralpazifik, die etwa sechs Millionen Quadratkilometer umfasst, etwa 11 Milliarden Tonnen Mangan, dazu 115 Millionen Tonnen Cobalt, 650 Millionen Tonnen Nickel sowie 520 Millionen Tonnen Kupfer. Eine großtechnische Ausbeutung der Vorkommen wurde bis 1982 prognostiziert. Neuere Schätzungen gehen zwar von geringeren Vorkommen aus, erwartet werden aber immer noch Mengen von etwa 6 Milliarden Tonnen Mangan.
In der Folge begann eine intensive Untersuchungsphase des Meeresbodenbergbaus. Die Vereinigten Staaten, Deutschland, Frankreich und die Sowjetunion finanzierten über 200 Expeditionen, besonders das von Mero beschriebene Gebiet wies ein hohes wirtschaftliches Potenzial auf. Die dort gefundenen Knollen enthalten hohe Nickel-, Kupfer- und Mangangehalte und kommen in hoher Dichte auf dem Meeresboden vor. Ein wesentlicher Faktor dieser Forschung war die Prognose einer weltweiten Metallknappheit sowie die Berichterstattung über ein angebliches von Howard Hughes geführtes Forschungsprogramm zum Abbau von Manganknollen.
Dazu brach Hughes’ Schiff, die Hughes Glomar Explorer, am 20. Juni 1974 in den Pazifischen Ozean auf. Durch die Berichterstattung über die Expedition wurden Universitäten veranlasst, Kurse zum Thema Meeresbodenbergbau anzubieten, und Investoren finanzierten Forschung im Bereich des Meeresbodenbergbaus. Später wurde bekannt, dass das angebliche Explorationsprogramm lediglich die Tarnung für das von der CIA geführte Azorian-Projekt war. Dabei handelte es sich um den Bergungsversuch des sowjetischen U-Boots K-129 mit ballistischen Atomraketen an Bord, das 1968 etwa 1.500 Meilen nordwestlich von Hawaii gesunken war.
Ein Konsortium mietete 1977 die Hughes Glomar Explorer, um die Manganknollen und deren Abbau zu erforschen. Die Aktienkurse der an dem Versuchsprogramm beteiligten Unternehmen wie Lockheed, Amoco, das niederländische Tiefseebaggerunternehmen Royal Boskalis Westminster und Royal Dutch Shell beziehungsweise deren Tochterfirmen stiegen in der Folge stark an. Zwischen Februar und Mai 1978 förderte ein internationales Konsortium, die Ocean Management Inc. (OMI), der unter anderem die deutsche „Arbeitsgemeinschaft meerestechnisch gewinnbare Rohstoffe“ (AMR) angehörte, im Zentralpazifik bei einer Machbarkeitsstudie mehrere Hundert Tonnen Manganknollen aus über 5000 m Tiefe.
Verschiedene Konsortien investierten zwischen 1960 und 1984 etwa 650 Millionen US-Dollar (2025: etwa 1.962.000.000 US-Dollar) in die Untersuchung des Meeresbodenbergbaus. Die anfänglichen Rentabilitätsschätzungen erwiesen sich jedoch als unrealistisch. Diese Fehleinschätzung in Verbindung mit einem Verfall der Metallpreise führte dazu, dass die Versuche zum Abbau von Manganknollen bis 1982 weitgehend eingestellt wurden.
Neben den Untersuchungen zur Exploration und dem Meeresbodenbergbau begann in den 1970ern ebenfalls die Entwicklung metallurgischer Verfahren für die Verarbeitung von Manganknollen. Unternehmen wie die Kennecott Copper Corporation, Metallurgie Hoboken-Overpelt (MHO) und die International Nickel Company (INCO) entwickelten verschiedene hydro- und pyrometallurgische Verfahren für die Gewinnung von Metallen wie Kupfer, Nickel, Cobalt und Mangan.
Der enorme Bedarf an Rohstoffen in der Nachkriegszeit schuf eine Nachfrage, die anscheinend nicht allein aus terrestrischen Lagerstätten gedeckt werden konnte. So beanspruchten die Vereinigten Staaten mit der von Harry S. Truman im September 1945 veröffentlichten „Truman Proclamation“ als erster Staat die wirtschaftliche Nutzung ihres Festlandsockels unter dem Meer.

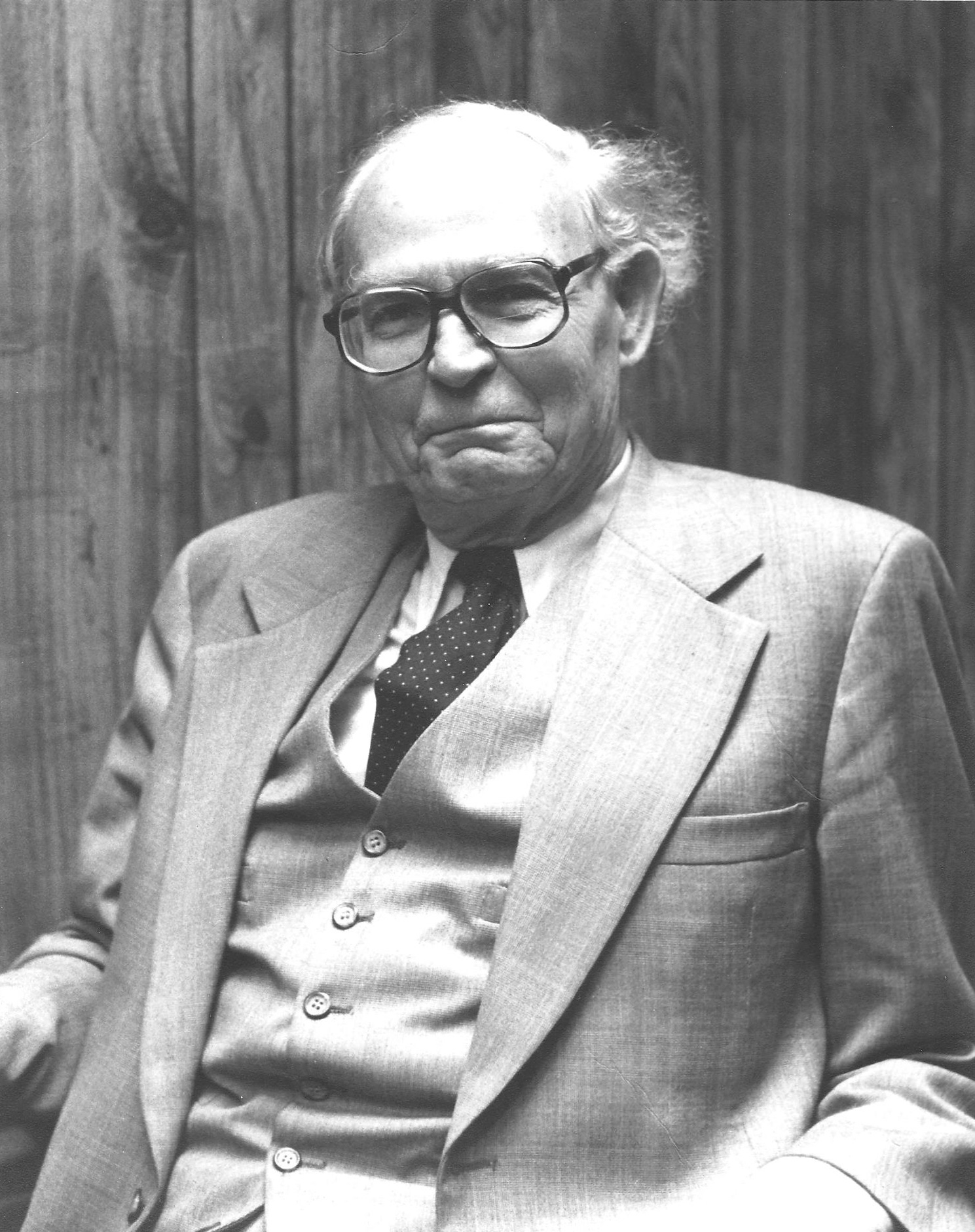
Arvid Pardo, der als der „Vater des Seerechtübereinkommens“ gilt (1975)

Dieser Anspruch war unvereinbar mit dem bestehenden Völkerrecht, da bis zu diesem Zeitpunkt noch nie ein Staat einen allgemeinen Verfügungsanspruch über alle Meeresbodenressourcen seines Festlandsockels jenseits von zwölf Seemeilen erhoben hatte. Der einseitige Bruch des Völkerrechts durch die Vereinigten Staaten löste eine weltweite Auseinandersetzung um Ansprüche auf territoriales Eigentum in den Meeren aus. Weiterhin gaben die Fortschritte im Meeresbodenbergbau Anlass zu Spekulationen über den vermeintlich gewinnträchtigen Abbau der Manganknollen. Dies wiederum löste internationale Diskussionen über die Verteilung der Gewinne und die Folgen eines solchen Abbaus aus. Andere Staaten erklärten daraufhin eigene Ansprüche auf die Bodenschätze des Festlandsockels ihrer Küsten, unter anderem Deutschland im Januar 1964. Die Diskussionen und Auseinandersetzungen darüber wurden zwischen 1958 und 1982 in drei UN-Seerechtskonferenzen geführt.
Die ersten beiden Konferenzen führten zur Unterzeichnung wichtiger internationaler Abkommen, die das internationale Seevölkerrecht regeln, wie die Genfer Seerechtskonventionen. Obwohl dies als Erfolg galt, blieb die Frage der Ausdehnung der Hoheitsgewässer und die Ausbeutung der dortigen Bodenschätze offen. Arvid Pardo, der von 1971 bis 1973 Leiter der maltesischen Delegation im UN-Ausschuss für den Meeresboden war, und der als „Vater des Seerechtsübereinkommens“ gilt, setzte sich für eine angemessene Aufteilung der Gewinne aus der Ausbeutung von Bodenschätzen ein, die sich auf dem Tiefseeboden befinden. Zusammen mit Elisabeth Mann Borgese, die ab dem Beginn der 1970er Jahre internationale Konferenzen zum Schutz der See unter dem Motto Pacem in Maribus („Frieden auf den Meeren“) organisierte, gründete er das International Ocean Institute. Die von ihnen ausgearbeiteten Vorschläge zur Entwicklung und Neuformulierung des internationalen Seerechts führte zu dem in Artikel 136 des Übereinkommens formulierten Grundsatz, dass „die Tiefsee und seine Ressourcen das gemeinsame Erbe der Menschheit sind“.
Nach der Verabschiedung des Seerechtsübereinkommens der Vereinten Nationen im Jahr 1982 folgte 1994 die Gründung der Internationalen Meeresbodenbehörde, die seitdem Lizenzen für die Exploration und gegebenenfalls für den Abbau von Bodenschätzen im Bereich der Hohen See, meist einfach als „Gebiet“ bezeichnet, vergibt. Die Gründung des Internationalen Seegerichtshofs folgte im Oktober 1996, dessen „Meeresbodenkammer“ für Streitigkeiten im Bereich des Meeresbodenbergbaus zuständig ist.

### 21. Jahrhundert

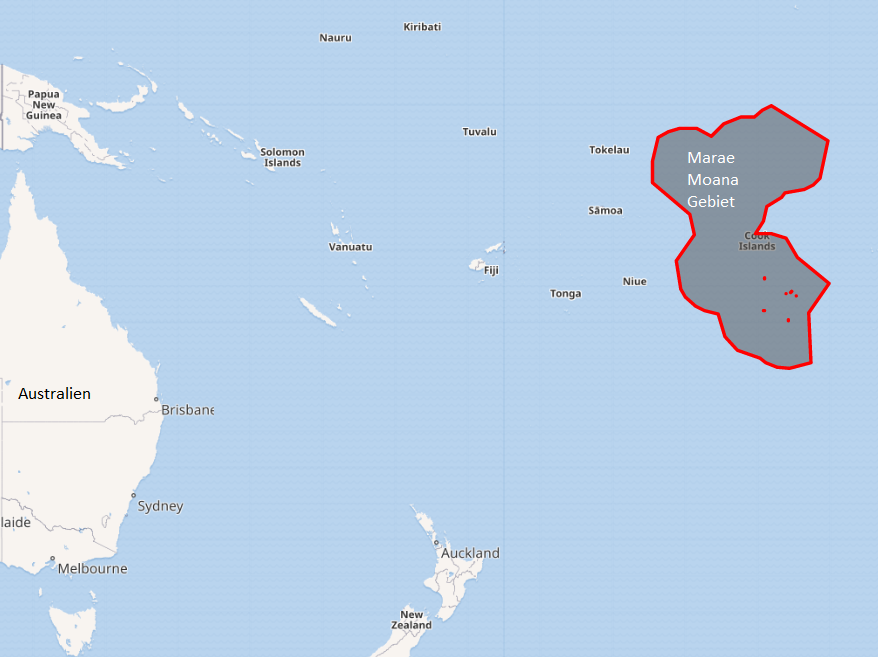
Gebiet der Marae Moana, Cookinseln

Deutschland pachtete 2006 das 75.000 Quadratkilometer umfassende Deutsche Ressourcen-Forschungsgebiet im Pazifik in der Clarion-Clipperton-Zone. Neben Deutschland erwarben China, Indien, Japan, Korea, Frankreich, Russland und ein osteuropäisches Konsortium Lizenzen für die Exploration und den Abbau der Manganknollen. In Deutschland koordiniert die 2014 gegründete „DeepSea Mining Alliance“ (DSMA) die deutschen industriellen Aktivitäten bezüglich der Erforschung und des Abbaus von Tiefseemineralien.
Die Gewinnung von Mangan, die ursprünglich den ökonomischen Anreiz für den Abbau der Manganknollen bot, gilt mittlerweile als unrentabel. Jedoch enthalten die Knollen andere technisch interessante Metalle wie Kupfer, Nickel, Cobalt und Molybdän sowie Seltene Erden, die etwa im Bereich der Umwelttechnik, der Windenergieerzeugung und der Elektromobilität benötigt werden. Deren für den Abbau an Land in Frage kommenden Vorkommen sind jedoch begrenzt und nicht erneuerbar. Der Ausbau der erneuerbaren Energien, der Trend zur E-Mobilität und die zunehmende Digitalisierung tragen dazu bei, den Abbau der Manganknollen und damit die Gewinnung der in ihnen gespeicherten Metalle wieder wirtschaftlich attraktiv erscheinen zu lassen.
Der kommerzielle Anreiz zur Gewinnung von Manganknollen wird zwar größer, gleichzeitig wächst jedoch das Bewusstsein für die Notwendigkeit verpflichtender Normen zum Schutz der Meeresumwelt, um die negativen Auswirkungen der Abbautätigkeiten zu begrenzen. Das Risiko des Verlusts der Artenvielfalt, das einige Arten des Meeresbodenbergbaus nach sich ziehen können, ist in den Abbaugebieten unabwendbar und irreversibel. Strategien zur Vermeidung oder Abmilderung von Verlusten sind nach wie vor begrenzt und nicht erprobt. Das Parlament der Cookinseln etwa verabschiedete 2017 ein Gesetz über die Errichtung des Meeresschutzgebiets Marae Moana („Heiliger Ort im Meer“), das etwa 1,9 Millionen Quadratkilometern in der ausschließlichen Wirtschaftszone umfasst und die Erhaltung der Artenvielfalt zum Ziel hat. In einer Distanz von 50 Seemeilen um jede Insel herum soll kein kommerzieller Fischfang oder der Abbau von Bodenschätzen im großen Stil erlaubt sein. Dies soll in der ausschließlichen Wirtschaftszone weiterhin möglich sein, muss aber nachhaltig betrieben werden.
2022 förderte das kanadische Bergbauunternehmen The Metals Company mit dem ehemaligen Ölbohrschiff Hidden Gem des Schweizer Unternehmens Allseas testweise mehrere Tausend Tonnen Manganknollen zwischen Mexiko und Hawaii. Die Fracht wurde anschließend nach Japan zur Weiterverarbeitung gebracht. Weltweit kritisierten mehrere Umweltgruppen das Projekt scharf.

## Vorkommen

Globale Vorkommen von Meeresbodenmineralien sowie reservierte Explorationsgebiete in der Clarion-Clipperton-Zone.

Manganknollen kommen in den ozeanischen Becken in Wassertiefen von etwa 3000 bis 6000 Metern vor. Die Zusammensetzung der Manganknollen, ihre Größe und die Häufigkeit ihres Auftretens am Meeresboden variiert je nach Fundort. Sie werden auf dem Meeresboden aller Ozeane gefunden, doch gibt es nur vier Gebiete mit kommerziell interessanten Vorkommen. Diese Gebiete liegen im nördlichen Zentralpazifik in der Clarion-Clipperton-Zone (CCZ), dem Zentralindischen Becken und dem Gebiet der Cookinseln. In diesen Regionen sowie im Peru-Becken untersuchen Konsortien das Vorkommen und die Möglichkeiten des Abbaus der Manganknollen bereits seit den 1970er Jahren. Die Vorkommen befinden sich in internationalen Gewässern mit Ausnahme der Vorkommen der Cookinseln, die in der ausschließlichen Wirtschaftszone der Inseln liegen. Weitere Funde von Manganknollen stammen etwa aus dem Atlantischen Ozean, dem Südchinesischen Meer und der Ostsee.

### Clarion-Clipperton-Zone
Die größten Manganknollen-Vorkommen, sowohl in Bezug auf die Flächen- als auch auf die Metallkonzentration, befinden sich in der Clarion-Clipperton-Zone, die zwischen Hawaii, Mexiko und dem Äquator liegt. Sie umfasst eine Fläche von etwa vier Millionen Quadratkilometern. Die Internationale Meeresbodenbehörde schätzt, dass die Trockenmasse der Manganknollen in der Clarion-Clipperton-Zone einen Wert von 21 Milliarden Tonnen übersteigt. Die in der Clarion-Clipperton-Zone lagernde Masse an Mangan entspricht etwa den globalen Manganreserven an Land. Die chemische Zusammensetzung der Knollen ist relativ konstant, jedoch variieren die diagenetischen und hydrogenetischen Anteile.
Die Manganknollenfelder kommen auf dem Meeresboden der Clarion-Clipperton-Zone nicht gleichmäßig verteilt, sondern lokal gehäuft vor. Wirtschaftlich interessante Gebiete umfassen eine Fläche von mehreren Tausend Quadratkilometern. Die mittlere Flächendichte der feuchten Manganknollen liegt dort bei etwa 15 Kilogramm pro Quadratmeter.
Das dortige Sediment besteht weitgehend aus Tonen und kieselhaltigen biologischen Ablagerungen mit einer mittleren Schüttdichte von 1,19 Gramm pro Kubikzentimeter und einem Feuchtigkeitsgehalt von etwa 76 %. Dort ist der Nordäquatorialstrom vorherrschend mit einer durchschnittlichen Geschwindigkeit von etwa 360 Metern pro Stunde.

### Zentralindisches Becken
Die wirtschaftlich interessante Fläche im Zentralindischen Becken umfasst etwa 700.000 Quadratkilometer. Die Manganknollen liegen dort in Tiefen zwischen 3000 und 6000 Metern. Ein Teilbereich des Zentralindischen Beckens, das sogenannte „Indian Ocean Nodule Field“, das etwa 300.000 Quadratkilometer umfasst, enthält nach Schätzungen etwa 1,3 Milliarden Tonnen Manganknollen. Das durchschnittliche Knollenvorkommen beträgt etwa 4,3 Kilogramm pro Quadratmeter, die Konzentration der Seltenen Erden und von Blei ist gegenüber den Manganknollen der Clarion-Clipperton-Zone leicht erhöht. Sowohl die Verteilung als auch die chemische Zusammensetzung der Knollen, deren diagenetische und hydrogenetische Anteile variieren, ist inhomogener als in anderen Manganknollengebieten.
Die Tiefseesedimente des Indian Ocean Nodule Fields bestehen aus kieselhaltigem Schlammsediment, rotem Tiefseeton und terrigenen Sedimenten wechselnder Zusammensetzung.

### Cookinseln

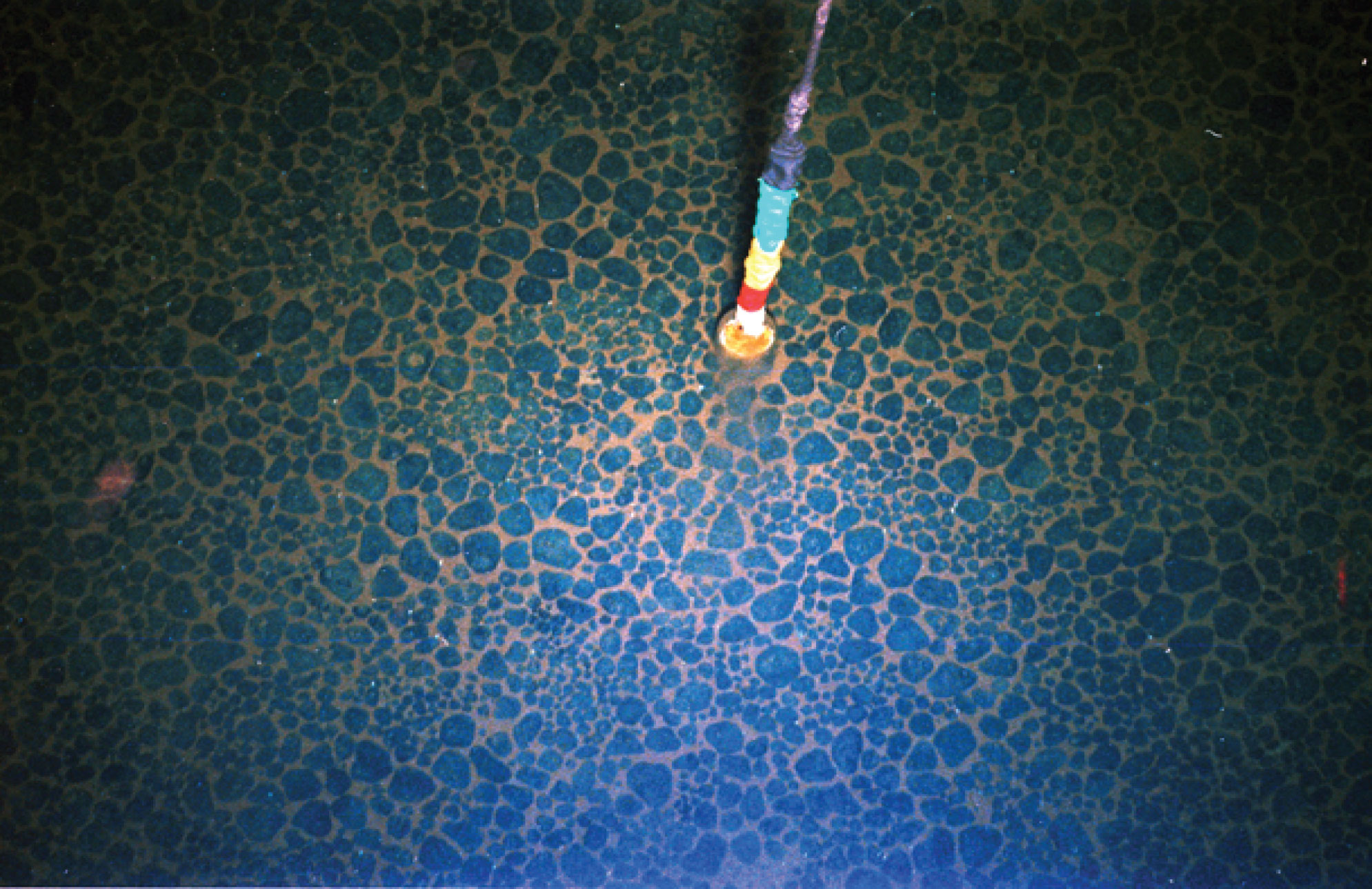
Manganknollenfeld vor der Küste der Cook-Inseln

Die Cookinseln im Südwestpazifik haben eines der höchsten Verhältnisse von Meeres- zu Landfläche aller Inselstaaten. Die Inselgruppe umfasst 15 Inseln, die sich in eine nördliche und eine südliche Gruppe teilen. Die südliche Gruppe besteht aus neun Inseln und ist am stärksten besiedelt. Sie umfasst unter anderem die Inseln Rarotonga, Aitutaki, Mangaia und Atiu. Die nördliche Gruppe von sechs Inseln umfasst Manihiki, Pukapuka und Penrhyn.
Ihre ausschließliche Wirtschaftszone, die zum großen Teil in Tiefen von über 4700 Metern liegt, erstreckt sich über etwa zwei Millionen Quadratkilometer zwischen den Breitengraden 6° und 25° südlicher Breite und 155° und 168° westlicher Länge und umfasst die abyssalen Ebenen des Penrhyn- und Samoa-Beckens. Die dortigen Vorkommen an Manganknollen gelten als die viertreichsten der Welt. Die Häufigkeit liegt zwischen 19 und 45 Kilogramm pro Quadratmeter. Die dortigen langsam wachsenden Manganknollen sind überwiegend hydrogenetischen Ursprungs und enthalten relativ hohe Konzentrationen an Cobalt, Titan und Seltenen Erden. Der geringe diagenetische Anteil erklärt sich durch den geringen Eintrag organischer Substanz in die Sedimente, die wiederum aus der geringen Primärproduktivität organischen Materials an der Oberfläche resultiert. Daher weisen die oberen Sedimentschichten des Meeresbodens eine relativ hohe Sauerstoffkonzentration auf.

### Peru-Becken
Das Peru-Becken befindet sich etwa 3000 Kilometer vor der Küste Perus auf der Nazca-Platte und umfasst etwa die Hälfte der Fläche der Clarion-Clipperton-Zone. Die Wassertiefe liegt zwischen 3950 und 4200 Metern. Die durchschnittliche Manganknollenhäufigkeit beträgt im Mittel 10 Kilogramm pro Quadratmeter, wobei die Flächendichte von Norden nach Süden abnimmt. Im nördlichen Teil liegt diese bei 20 bis 30 Kilogramm pro Quadratmeter, während sie im Süden zwischen 6 und 12 Kilogramm pro Quadratmeter liegt. Im Vergleich zu den Knollen der Clarion-Clipperton-Zone weisen die Manganknollen des Peru-Beckens geringere Kupfer-, Cobaltgehalte, jedoch höhere Lithiumgehalte auf. Die unterschiedlichen Metallgehalte weisen auf einen höheren diagenetischen Anteil hin.

## Wachstum und Aufbau

### Ursprung des Mangans
Die Konzentration von Mangan im offenen Ozean beträgt zwischen 0,2 bis 3 Nanomol pro Kilogramm Seewasser. Das im Ozean vorkommende Mangan stammt aus dem Ablauf von Flüssen sowie aus atmosphärischen, kosmogenetischen, submarinen vulkanogenen und hydrothermalen Quellen. Flüsse transportieren durchschnittlich etwa 330.000 Tonnen gelöstes Mangan pro Jahr in den Ozean. Ein weit größerer Anteil von etwa 20 Millionen Tonnen pro Jahr wird durch mitgerissene Feststoffe eingetragen.
Die Hauptzufuhr von Mangan aus der Atmosphäre stammt aus kontinentalem Material wie Quarzkörnern, Glimmerpartikeln und Kieselalgen, das ins Meer geweht wird. Im nördlichen Pazifik liegt der Anteil äolischen Sediments bei 30 bis 50 %, in südlichen ariden Klima kann er bei über 50 % liegen. Der jährliche Eintrag von Mangan in die Ozeane über die Atmosphäre wird auf etwa 800.000 Tonnen geschätzt.
Die Manganmasse, die über Meteoriten oder interplanetaren Staub in den Ozean eingetragen wird, beträgt nach verschiedenen Schätzungen zwischen 20.000 und 200.000 Tonnen pro Jahr. Im Gegensatz zu frühen Abschätzungen wird nach neueren Untersuchungen dem Vulkanismus ein geringer Beitrag zugeschrieben. Etwa 0,5 bis 20 Millionen Tonnen pro Jahr stammen aus hydrothermalen Quellen.

### Einflussgrößen

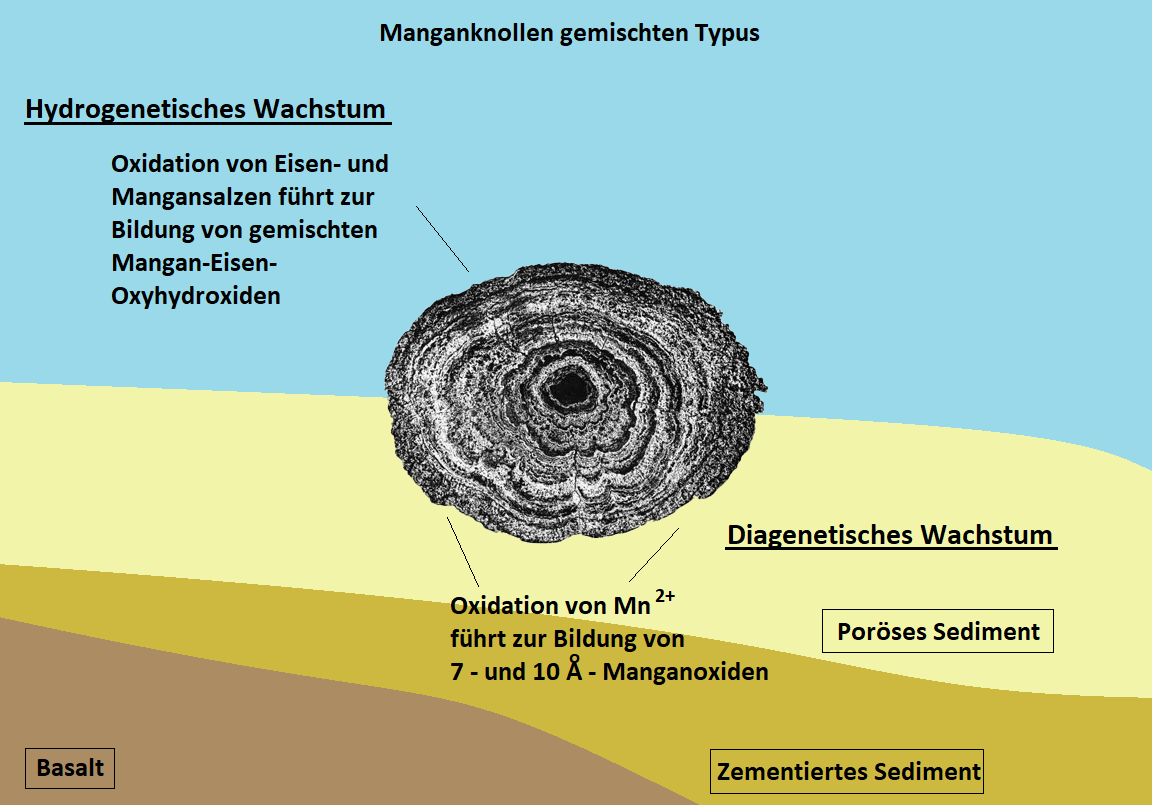
Hydrogenetisches und diagenetisches Wachstum von Manganknollen

Die Häufigkeit und Verteilung von Manganknollen in der Tiefsee hängen von einer Reihe von Bedingungen ab. Zu diesen gehören der Materialfluss zum Meeresboden und sekundäre Prozesse in der Tiefsee, die das zugeführte Material umwandeln und umverteilen. Ein wichtiger Faktor ist die primäre biologische Produktion in der oberen, lichtreichen Zone des Ozeans. Dies wirkt sich letztlich auf die Menge an Silicat-, Kalk- und Phosphatmaterial aus, das von Plankton produziert wird, sowie auf das Angebot an organischem Material, das auf den Meeresboden sinkt. Zu den sekundären Prozessen gehören der Zerfall von organischen und anorganischen Partikeln in der Tiefsee, insbesondere von Calciumcarbonat, und die Neuverteilung von Sedimentpartikeln durch Tiefseeströmungen.
Manganknollen bilden sich vorwiegend in Gegenden mit einer geringen Sedimentationsrate. Die Strömung von arktischem Tiefenwasser befreit die Knollen von feinen Sedimentpartikeln, gröbere Sedimentpartikel, die nicht weggespült werden, dienen als Kristallisationskeime für die Manganknollen. Das arktische Tiefenwasser transportiert überdies den Sauerstoff, der für die Oxidation der Mangansalze erforderlich ist.
Das Sediment, auf dem sich die Knollen befinden, reichert sich mit einer Geschwindigkeit von etwa drei Metern pro Millionen Jahre an, während die Knollen mit einer Geschwindigkeit von nur wenigen Millimetern pro Millionen Jahre wachsen. Es ist bislang nicht abschließend geklärt, wieso sich die meisten Manganknollen dennoch auf dem Sediment und nicht in ihm befinden. Erklärungsversuche, die auf eine wesentlich höhere Wachstumsrate der Knollen abzielten, wurden durch verschiedene radiometrische Datierungsmethoden wie der Kalium-Argon-Datierung widerlegt. Die als Kristallisationskeime dienenden Haifischzähne, etwa von Megalodon, der von etwa 2,6 bis 16 Millionen Jahren die Ozeane bewohnte, lassen ebenfalls eine grobe Altersbestimmung zu.
Die Manganknollen wachsen durch diagenetische, hydrogenetische und biologische Prozesse, meist um einen Kristallisationskeim wie ein Sandkorn oder einen Fischzahn. Das Sediment muss genügend Porenwasser aufnehmen können, um ein diagenetisches Wachstum zu ermöglichen. Das diagenetische Wachstum erfolgt durch die Ausfällung des im Porenwasser der Sedimente enthaltenen Mangans, während beim hydrogenetischen Wachstum die Schichtbildung der Knollen aus den im Seewasser enthaltenen Metallverbindungen erfolgt. Mikroorganismen, die auf den Manganknollen leben, beeinflussen durch die Ausfällung oder die Auflösung von Metallverbindungen ebenfalls deren Wachstum.
Die beteiligten Prozesse erfolgen während des Knollenwachstums gleichzeitig oder nacheinander. Je nach den lokalen meeres- und geochemischen Gegebenheiten überwiegen entweder das diagenetische oder das hydrogenetische Knollenwachstum. Diagenetische und hydrogenetische Manganknollen unterscheiden sich unter anderem durch das Mangan-zu-Eisenverhältnis.
Manganknollen reichern über längere Zeiträume in ihrer äußeren Schicht natürliche radioaktive Isotope, wie Thorium-230 und Radium-226 an.

### Hydrogenetisches Wachstum
Bei der hydrogenetischen Ausfällung lagern sich ursprünglich kolloidale Mangan- und Eisenoxide und -hydroxide aus der Wassersäule auf einem Kern auf der Sedimentoberfläche ab. Die Wachstumsrate beträgt nur wenige Millimeter pro Million Jahre. Die vorherrschende hydrogenetische Manganphase ist das Vernadit (δ-MnO2), Eisen liegt als röntgenamorphes Eisenoxid oder als Goethit (α-FeO(OH)) vor. Überwiegend hydrogenetische Manganknollen kommen im Bereich der Cookinseln sowie im Atlantik vor. Die Mangan- und Eisengehalte von Manganknollen der Cookinseln, die überwiegend hydrogenetischen Ursprungs sind, betragen je etwa 16 %, das Mangan-zu-Eisenverhältnis liegt nahe bei 1.
Die Mangan- und Eisenoxyhydroxide sorbieren weitere Metallkationen aus dem Meerwasser, die sich dadurch in den Manganknollen anreichern. Hydrogenetisch gebildete Manganknollen weisen einen hohen Gehalt an Metallionen mit hoher Ladungsdichte auf, etwa Ionen von Titan (Ti4+), Uran (UO22+), Vanadium (HV5+) und Blei (Pb4+). Weiterhin die Kationen des Zirconiums (Zr4+), des Niobs (Nb5+), des Tantals (Ta5+), des Hafniums (Hf4+), sowie Ionen seltener Erden wie Neodym (Nd3+). Weiterhin kommen Metalle vor, die an der Oberfläche von Manganoxiden oxidiert werden können wie Cobalt, Cer, Tellur und Platin, daneben Zink, Lithium und Nickel.

### Diagenetisches Wachstum

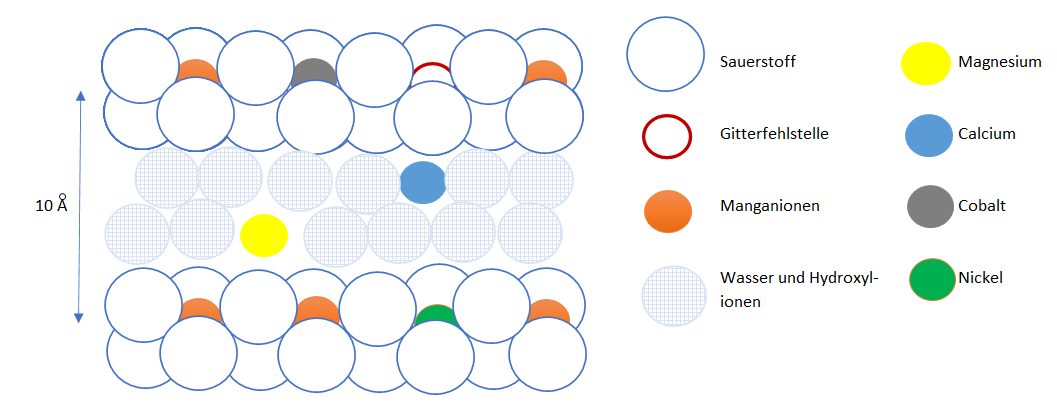
Struktur einer hydratisierten Busseritphase mit Einlagerungen anderer Metallionen

Als diagenetisch werden Prozesse bezeichnet, die Veränderungen in einem Sediment durch die Wechselwirkung zwischen Wasser und Gestein nach der Ablagerung im Wasser verursachen. Diagenetische Prozesse umfassen sowohl Strömungs- und Diffusionsprozesse als auch Reaktionen chemischer und biologischer Natur. Der Mangangehalt diagenetischer Manganknollen in der Clarion-Clipperton-Zone beträgt etwa 30 %, der Eisengehalt etwa 6 bis 7 %. Diagenetisch gewachsene Manganknollen enthalten vorwiegend Elemente, die Ladungsdefekte im Kristallgitter der Manganoxide kompensieren, die durch den Einbau von Mn3+-Ionen entstanden sind. Typische Metalle sind Nickel, Kupfer, Barium, Zink, Molybdän, Lithium und Gallium. Das Wachstum der Manganknollen erfolgt bei der diagenetischen Ausfällung durch die Oxidation und das Abscheiden von im Porenwasser der Sedimente gelösten Metallsalzen. Für die diagenetische Ausfällung sind suboxische Bedingungen notwendig, bei denen der Gehalt an gelöstem Sauerstoff weniger als 5 % der Sättigungskonzentration beträgt.
Bei den diagenetischen Prozessen bilden sich vorwiegend hydratisierte Schicht- oder Phyllomanganate sowie Gerüst- oder Tectomanganate. Diese werden durch Kanten- oder Eckenverknüpfungen von MnO6-Oktaedern gebildet. Es entstehen dabei verschiedene Ketten-, Tunnel- und Schichtstrukturen, in denen Kationen anderer Metalle und Wasser eingelagert sind. Eines der häufig vorkommenden Mineralien ist der Birnessit, ein hydratisiertes Phyllomanganat, das eine Schichtstruktur aus MnO6-Oktaedern aufweist mit einem Schichtabstand von etwa 7 Ångström, und daher als 7-Å-Manganat bezeichnet wird. Damit eng verwandt ist der Busserit, dessen Schichtabstand etwa 10 Ångström beträgt und der daher 10-Å-Manganat genannt wird. Zwischen den Manganoxidschichten lagern sich Kationen anderer Metalle und Wasser ein. Eine Verzerrung von der hexagonalen zur monoklinen Symmetrie wird durch den Jahn-Teller-Effekt verursacht, der durch die Substitution von Mn4+- gegen Mn3+-Ionen entsteht.
| Metall                    | Gewichtsprozent |
| ------------------------- | --------------- |
| Mangan                    | 31,10           |
| Eisen                     | 6,20            |
| Silicium                  | 6,10            |
| Aluminium                 | 2,30            |
| Magnesium                 | 1,90            |
| Calcium                   | 1,70            |
| Nickel                    | 1,40            |
| Kupfer                    | 1,20            |
| Cobalt                    | 0,17            |
| Seltene Erden und Yttrium | 0,07            |
| Molybdän                  | 0,06            |
| Vanadium                  | 0,06            |

Manganknollen überwiegend diagenetischen Ursprungs kommen etwa im Peru-Becken vor, viele Manganknollen bestehen sowohl aus einem hydrogenetischen als auch einem diagenetischen Anteil.

## Manganknollen als Tiefseearchiv
Die hydrogenetischen Schichten der Manganknollen entstanden durch die langsame authigene Bildung von Mangan- und Eisenoxihydroxidmineralien, die ihrerseits ständig Metallsalze aus dem Meer- oder Porenwasser aufnahmen und dadurch die chemischen Signaturen der paläomarinen Umwelt. Die Manganknollen speichern Informationen über die klimatische Vergangenheit und Veränderungen der Meereschemie und dienen damit als Tiefseearchiv. Die zeitliche Auflösung ist jedoch aufgrund der langsamen Wachstumsgeschwindigkeit gering.
So stammt der Iridium-Gehalt der Manganknollen von durchschnittlich 9 parts per billion wahrscheinlich aus interplanetarem Staub. Bei der Untersuchung einer großen pazifischen Manganknolle, deren Alter auf etwa 100 Millionen Jahre geschätzt wird, betrug der durchschnittliche Iridium-Gehalt weniger als 10 parts per billion. In der Schicht, die dem Alter der Kreide-Paläogen-Grenze entspricht, stieg die Iridium-Konzentration auf den vierfachen Wert des mittleren Niveaus an. Diese Iridium-Anomalie unterstützt die Hypothese eines Asteroideneinschlags vor etwa 66 Millionen Jahren.
Zur Zeit der Kreide-Paläogen-Grenze lässt sich in den Manganknollen ebenfalls eine Cer-Anomalie nachweisen. Im Meerwasser wird Cer zu unlöslichen Cer(IV)-oxid oder Cer(IV)-hydroxid oxidiert, das sich in den Manganknollen ablagert. Als wichtiger Parameter einer Cer-Anomalie in einer marinen Umwelt gilt der pH-Wert des Meerwassers, der wiederum mit dem Kohlenstoffdioxidgehalt der Atmosphäre korreliert. Hohe Cer-Konzentrationen sind daher ein Indikator für niedrige pH-Werte, was auf einen Anstieg des Kohlenstoffdioxidgehalts der Atmosphäre deuten könnte.

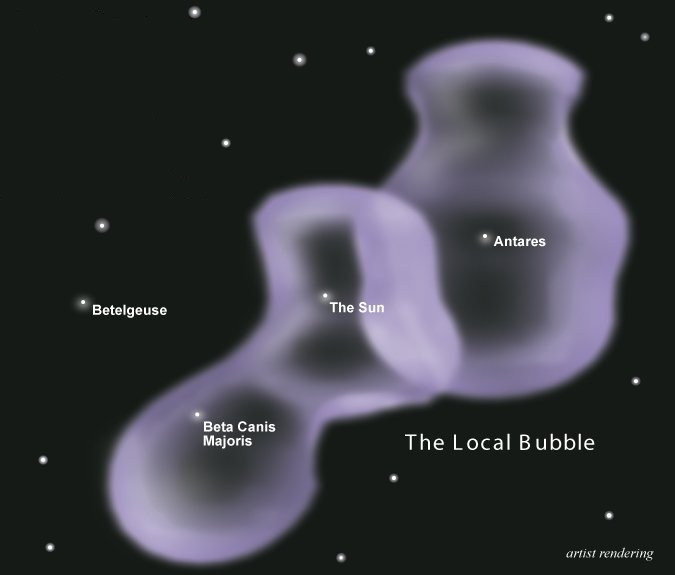
Lokale Blase, vermutlich durch mehrere Supernova-Explosionen entstanden

Als möglicher Verursacher hoher Konzentrationen an Kohlenstoffdioxid und anderen sauren Gasen wie Schwefeldioxid in der Atmosphäre gilt der Dekkan-Vulkanismus vor etwa 66 Millionen Jahren. Der daraus resultierende saure Regen könnte die Verwitterung der kontinentalen Erdkruste beschleunigt und den Eintrag von Cer und anderer Seltenen Erden in die Ozeane verstärkt haben. Die Effekte einer pH-Absenkung in den Ozeanen und einer gleichzeitig verstärkten kontinentalen Verwitterung würden die Cer-Anomalie und die absolute Cerhäufigkeit in den Knollenschichten zur Zeit der Kreide-Paläogen-Grenze erklären. Damit stützt die Cersignatur in den Manganknollen die Hypothese, dass der Asteroideneinschlag während der Phase des Dekkan-Vulkanismus stattfand.
Es gilt als wahrscheinlich, dass die Milanković-Zyklen das Paläoklima über viele Millionen Jahre beeinflusst haben. Die klimatisch bedingten Veränderungen des Stroms arktischen Bodenwassers, der für das Wachstum der Manganknollen essentiell ist, etwa dessen Sauerstoffgehalt, seine Strömungsgeschwindigkeit oder der Partikelgehalt lassen sich in den Wachstumsmustern und den Metallgehalten der verschiedenen Schichten der pazifischen Manganknollen nachweisen. Diese Muster lassen sich mit Hilfe der Elektronenstrahlmikroanalyse untersuchen. Die dabei gefundenen Schichten weisen auf ein zyklisches Wachstum hin, das mit den Zyklen der Milanković-Zyklen zusammenfällt. Durch die Uran-Thorium-Datierung lässt sich das Alter der entsprechenden Schichten bestimmen.
Neben der Möglichkeit, Rückschlüsse aus dem Aufbau der Manganknollen auf prähistorische Klimaereignisse zu ziehen, lassen sich aus dem Aufbau und der Zusammensetzung astronomische Ereignisse rekonstruieren. So entdeckten Wissenschaftler in den Manganknollen Spuren des Eisen-Isotops 60Fe. Dessen Halbwertszeit von 2,6 Millionen Jahren ist verglichen mit dem Alter des Sonnensystems und der Bildung der Erde kurz. Die gefundenen Konzentrationen und die Verteilung innerhalb der Knollen lassen den Schluss zu, dass das Eisennuklid aus einer Reihe von in relativer Nähe zur Erde stattgefundenen Supernova-Explosionen stammt, die sich in einem Zeitraum vor etwa 1,7 bis 3,2 Millionen Jahren ereigneten und die Lokale Blase bildeten.

## Ökologische Bedeutung
Obwohl 99 % der Biosphäre maritim ist, ist die Tiefsee, eines der größten und entlegensten Ökosysteme der Erde, ein weitgehend unerforschtes Terrain. Die bis zum Jahr 2005 beprobte Fläche unterhalb einer Tiefe von 4000 Metern entsprach etwa 1,4 × 10−9 % der gesamten Tiefseefläche. Die Tiefsee galt aufgrund der dort herrschenden hohen Drücke, niedriger Temperaturen und der Abwesenheit von Licht als lebensfeindlich. Diese Ansicht änderte sich erst grundlegend mit der Challenger-Expedition, bei der viele Tiefseelebewesen in den untersuchten Ozeanen entdeckt wurden. Die Forschung des 21. Jahrhunderts zeigte später, dass die Artenvielfalt in der Tiefsee mit derjenigen der tropischen Regenwälder vergleichbar ist. Als Hauptenergiequelle dient dort das in der Oberflächenschicht des Meeres durch Photosynthese gebildete organische Material. Dieses wird jedoch beim Absinken bereits zum größten Teil in den oberen 100 bis 200 Metern der Wasserschicht wieder abgebaut. Nur rund 5 % erreichen tiefere Schichten, wobei Tiefen von 4000 Metern und mehr nur von etwa 1 % des organischen Materials erreicht werden.
Um das Wissen darüber, was in den Ozeanen lebt, zu vertiefen, riefen Wissenschaftler im Jahr 2000 das Projekt „Zählung der Meereslebewesen“ ins Leben, eine weltweite Zählung, um die Vielfalt und die Verteilung der Meereslebewesen zu bewerten. Das Unterprojekt „Zählung der Vielfalt der marinen Lebensformen am Meeresboden“, nach der englischen Bezeichnung „Census of the Diversity of Abyssal Marine Life“ als „CeDAMar“ abgekürzt, war der Erforschung des marinen Lebens in den großen Tiefseebecken gewidmet. Die Vielfalt des Lebens, die auf dem Meeresboden entdeckt wurde, zeigte, dass eine bemerkenswerte Anzahl von verschiedenen Organismen diese scheinbar unwirtliche Umgebung bewohnen. Zwar ist nur wenig über diese Organismen bekannt, doch sind diese gut an die extremen Bedingungen in der Tiefsee angepasst.

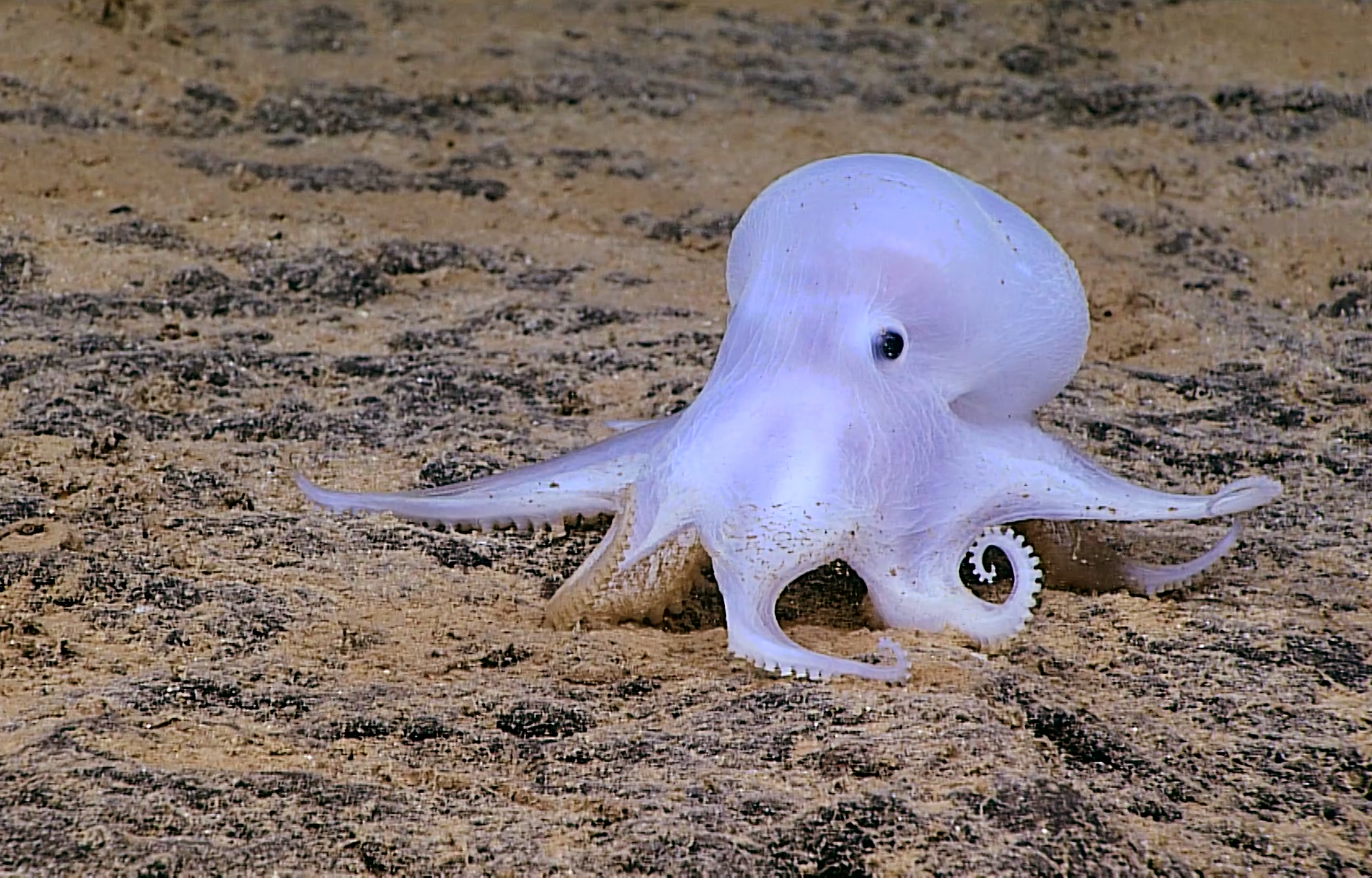
Tiefseeoktopus der Gattung Vucanoctopus, in den Medien nach der Zeichentrickfigur Casper genannt
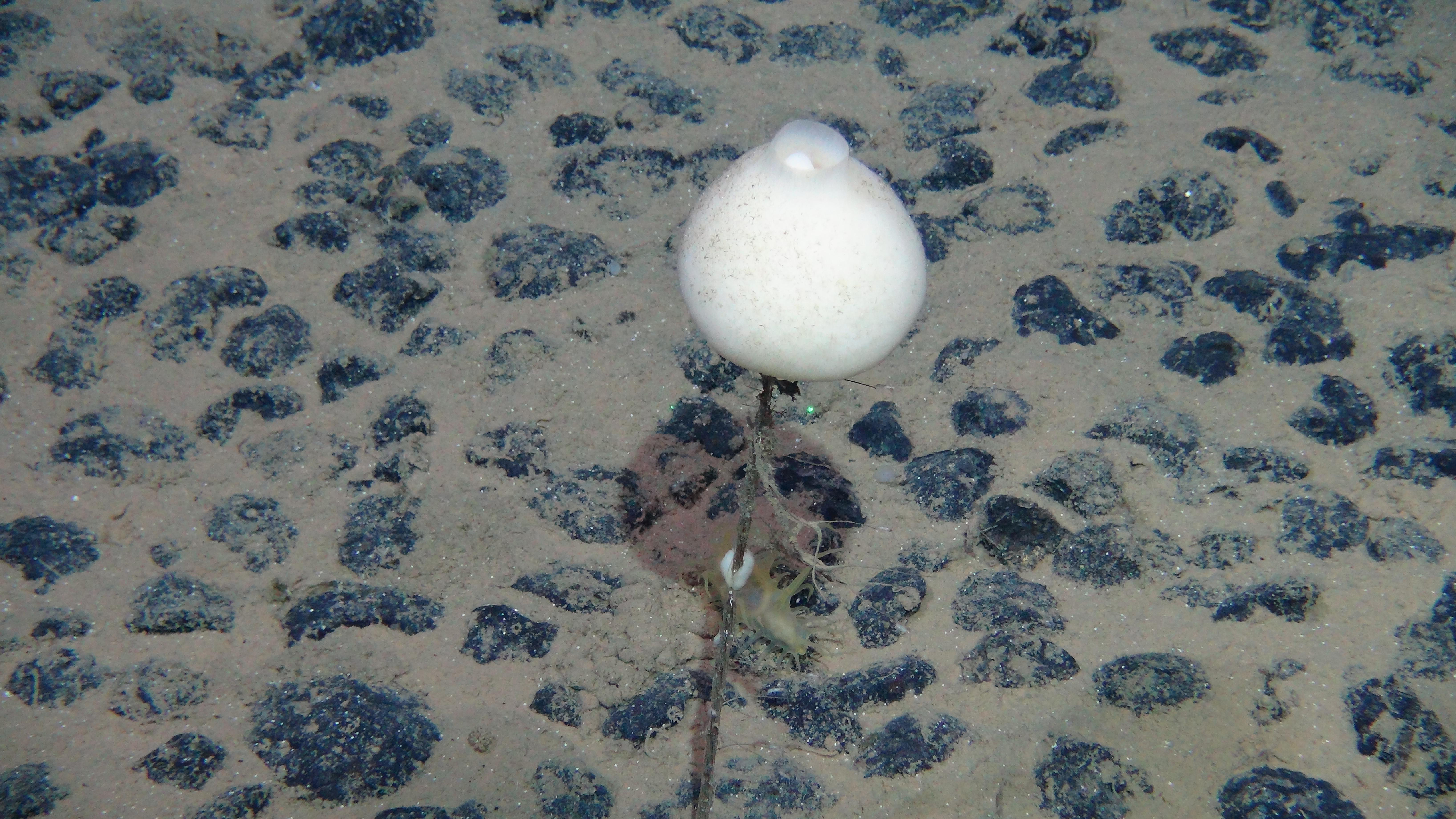
Glasschwamm auf Manganknolle
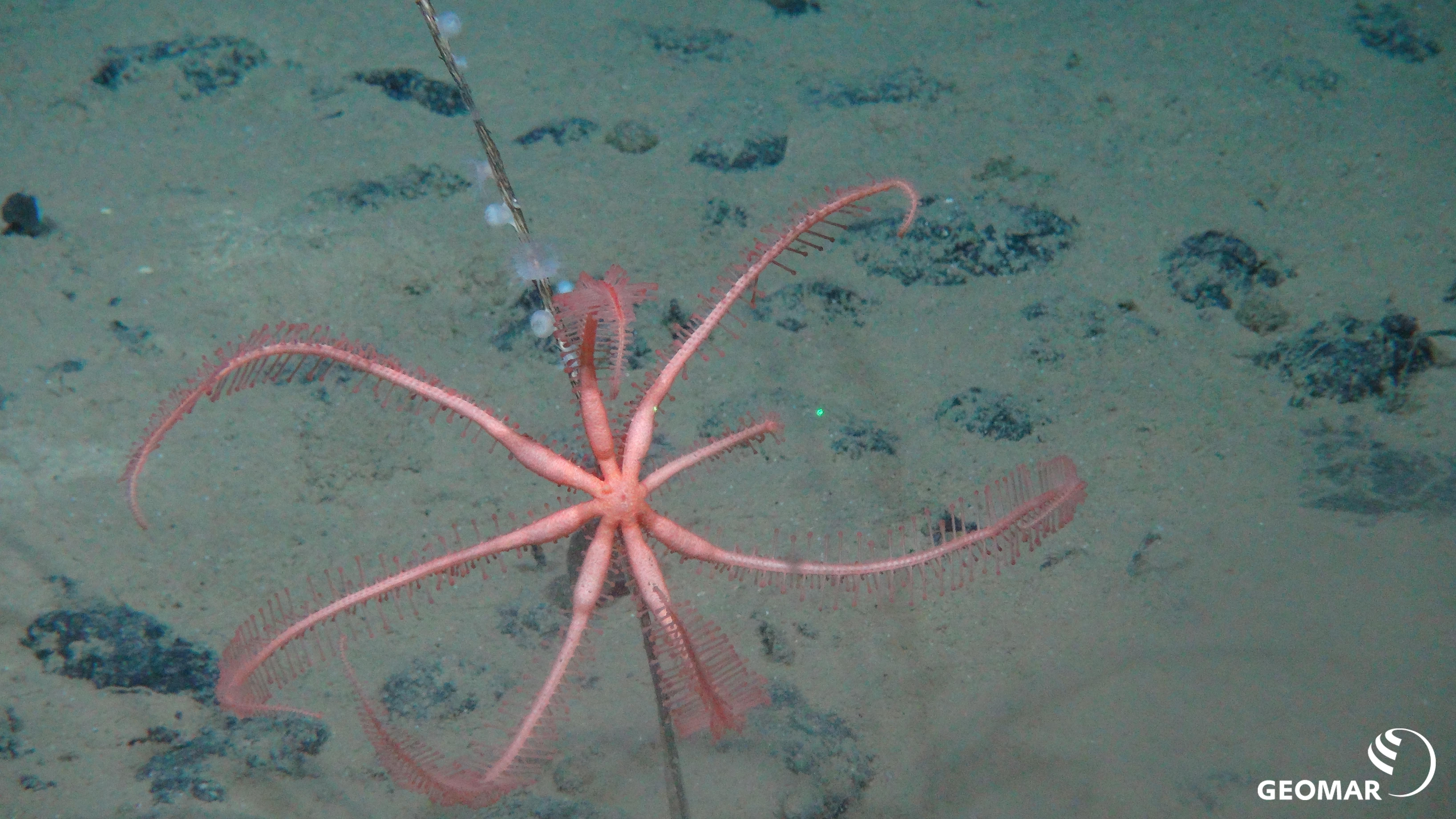
Seestern in einem Manganknollenfeld
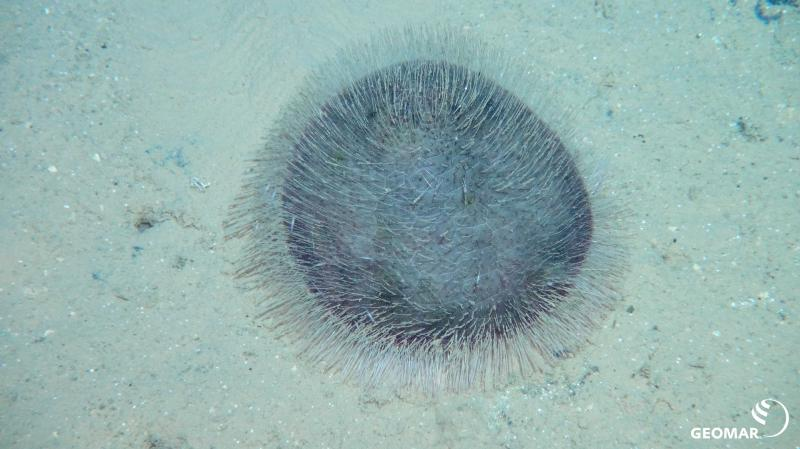
Seeigel aus der Familie der Urechinidae in der Clarion-Clipperton-Zone
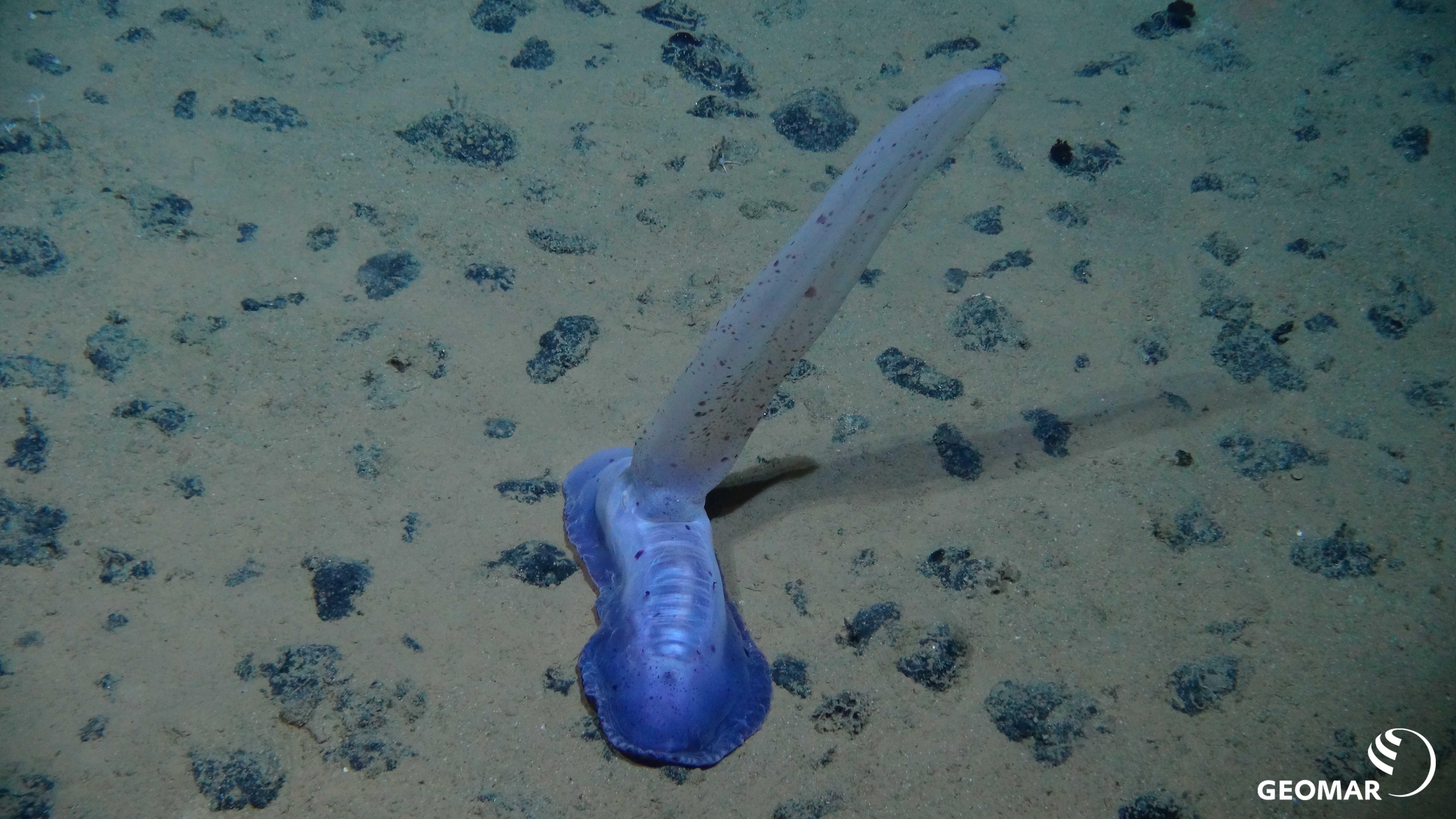
Seegurke Psychropotes longicauda auf Manganknollen
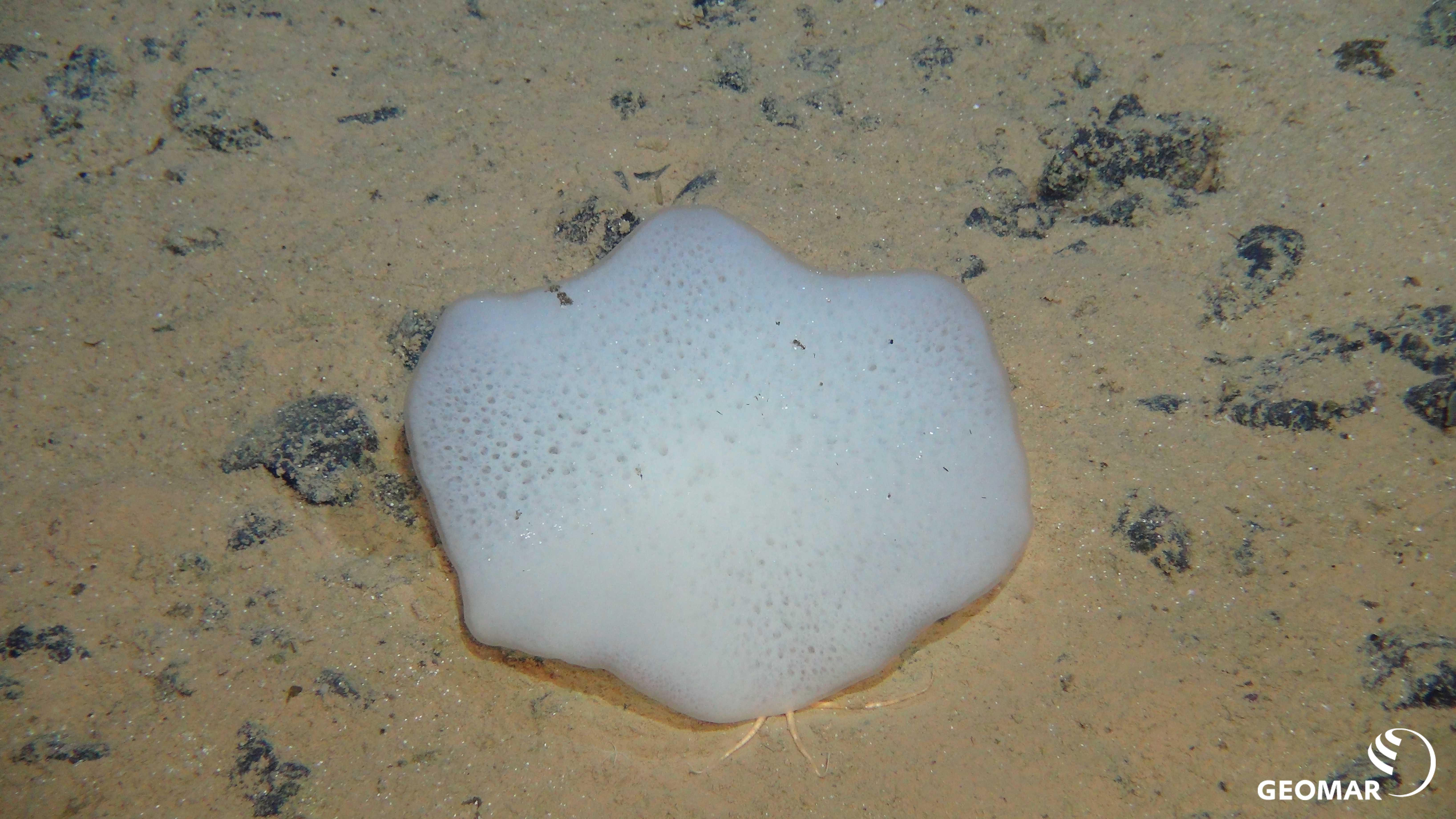
Schwamm auf Manganknolle
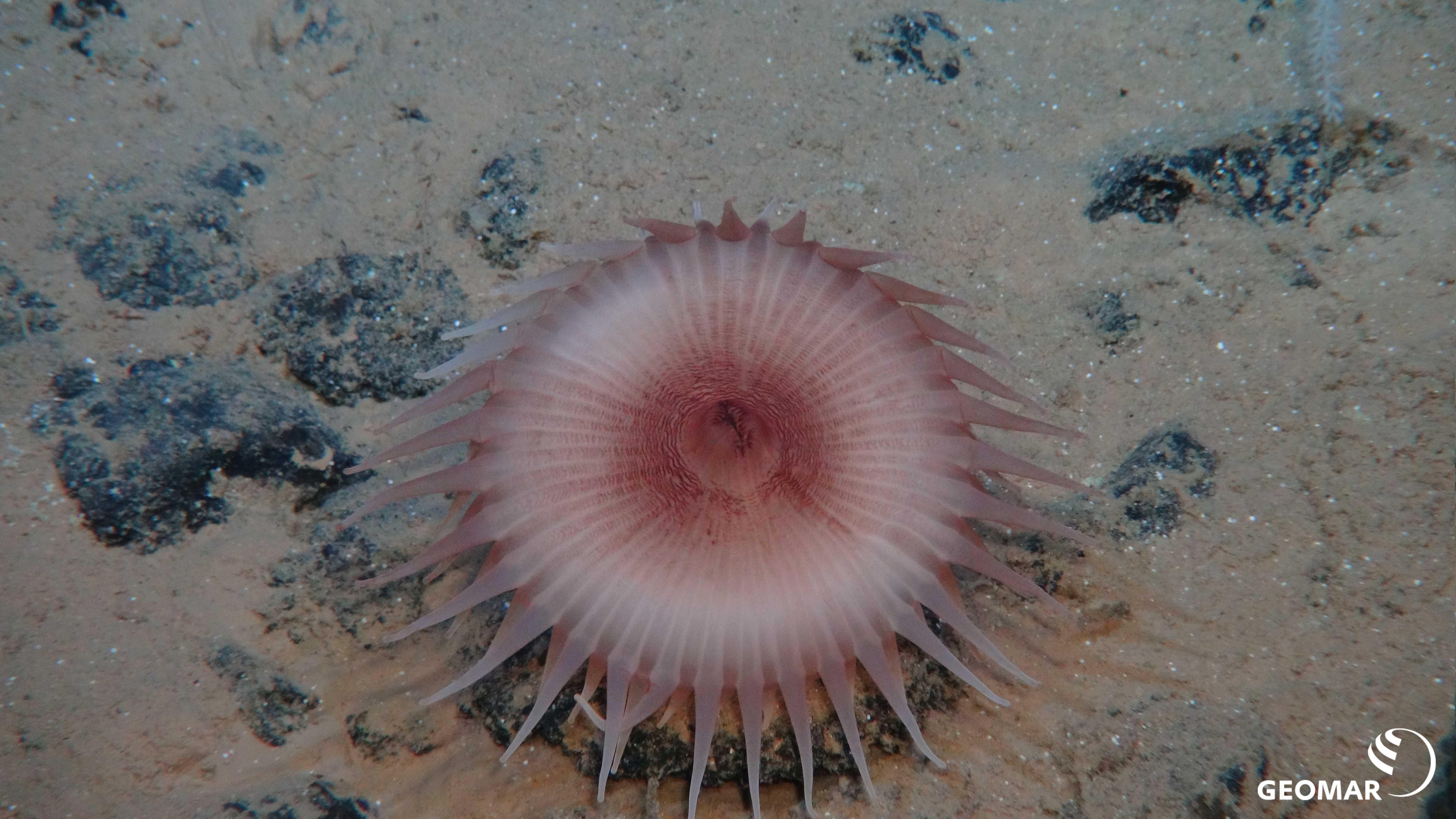
Blumentier zwischen Manganknollen
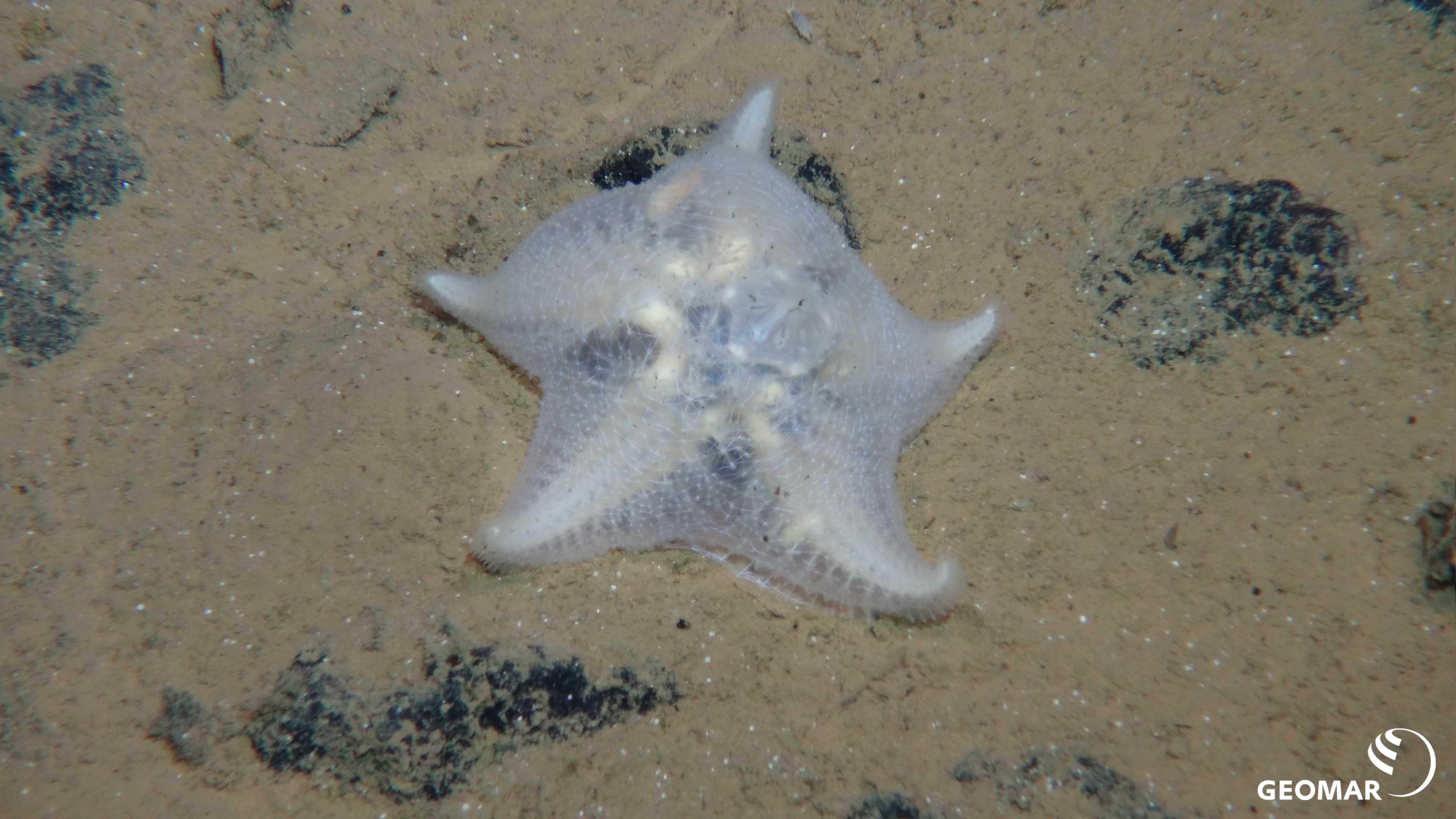
Seestern auf Manganknollen

Die Erforschung der Tiefsee mit Tauchbooten führte zur Entdeckung neuer Lebensräume und lieferte erste Einblicke in die Vielfalt der Tiefseefauna. In vielen Ebenen der Tiefsee sind Manganknollen das vorwiegende feste Gestein am Boden. Die Häufigkeit ihres Vorkommens sowie ihre Größe, ihre chemische Zusammensetzung und Oberflächenbeschaffenheit sind sehr unterschiedlich und beeinflussen dadurch die Zusammensetzung und die Besiedlungsdichte des Lebensraums am Meeresboden. Die Lebensgemeinschaften leben in und auf den Sedimentgebieten mit variierenden Manganknollenvorkommen, und verschiedene Tiergruppen wie Schwämme, gestielte und nicht gestielte Seelilien und Haarsterne, Weich- und Steinkorallen, Xenophyophoren und Sabellidenwürmer leben nur auf den Knollen. Diese sessilen Organismen selbst werden wiederum von anderen Organismen bewohnt. Im Peru-Becken sind etwa 11 % und in der Clarion-Clipperton-Zone bis 51 % der gesamten Tiefseefauna optional oder zwingend an das Vorkommen von Manganknollen gebunden. Neben ihrer Funktion als Hartsubstrat beeinflussen die Manganknollen die lokalen Strömungen am Meeresboden. In ihrem Strömungsschatten wird herabsinkende Nahrung hydrodynamisch gefangen und führt so zu einem lokal erhöhtem Nahrungsangebot.
Das Nahrungsangebot in Abyssal-Regionen ist sehr begrenzt, dennoch ist die Artenvielfalt hoch. In einem einzelnen Forschungsgebiet von etwa 400 Quadratkilometern wurden mehr als 500 Arten von Fadenwürmern und über 200 Arten von einzelligen, gehäusetragenden Foraminiferen identifiziert, sowie Hunderte Arten von Ringelwürmern und Krebstieren. Eine große Vielfalt findet sich darüber hinaus bei Stachelhäutern wie Seesternen und Seegurken.
Auf den Manganknollen leben gestielte Schwämme. Diese filtern Partikel aus dem Wasser und sind zugleich Lebensraum zahlreicher Würmer, Krebse und Muscheln. In Gebieten mit Manganknollen leben 14 bis 30 sessile Tiere pro 100 Quadratmeter. Mit einem Anteil von über 60 % bis zu 90 % sind dies Anthozoa, gefolgt von Schwämmen. Glasschwammarten wie Hyalonema sp. leben in einer Wechselbeziehung mit anderen Arten wie Filtrierern, Aasfressern und Räubern.
Manganknollen beherbergen Mikroorganismen, die sich von den umgebenden Sedimenten und dem darüber liegenden Wasser unterscheiden. Mit Hilfe der 16S-rRNA-Gen-Sequenzierung wurde festgestellt, dass manganoxidierende und -reduzierende Bakterien aus der Ordnung der Alteromonadales und Pseudoalteromonadales reichlich vorhanden sind, jedoch nicht in allen beprobten Manganknollen. Über die Vielfalt und Zusammensetzung der mikrobiellen Gemeinschaften ist wenig bekannt. Ebenso ist der Einfluss der Umgebungsbedingungen auf das mikrobiologische Wachstum, wie der Zufluss organischer Stoffe, die Art des Sediments, die Häufigkeit, die Form oder die Beschaffenheit der Knollen, kaum erforscht. Die flossenlosen Oktopoden der Unterordnung Incirrata gehören zur größeren Megafauna, die in den Manganknollenfeldern des Peru-Beckens beobachtet wurde. Es gibt kaum Daten über den Lebenszyklus und die Verbreitung dieser Oktopoden in der Tiefsee. Bekannt ist, dass sie ihre Eier, die sie an den Stängeln toter Schwämme ablegen, die wiederum an Manganknollen in über 4.000 Metern Tiefe befestigt sind, bebrüten, bis die Jungtiere schlüpfen. Angesichts der niedrigen Wassertemperaturen dauert die Entwicklung der Eier und damit die Bebrütung vermutlich Jahre.

## Sauerstoffproduktion
Ergebnisse von Experimenten zur Messung des Sauerstoffgehalts auf dem mit Manganknollen bedeckten Meeresboden des Pazifiks belegten, dass der Sauerstoffgehalt in Gebieten mit Manganknollen innerhalb eines Zeitraums von zwei Tagen um mehr als das Dreifache der Hintergrundkonzentration anstieg. Der Anstieg wird auf das Vorhandensein der Manganknollen zurückgeführt, da auf deren Oberfläche Spannungspotenziale bis zu 0,95 Volt gemessen wurden. Es besteht die Vermutung, dass es dadurch zu einer Elektrolyse des Meerwassers kommt, die zur Sauerstoffproduktion beiträgt. Die Gewinnung von Manganknollen würde das Ökosystem der Tiefsee demnach beeinträchtigen, da diese möglicherweise eine Sauerstoffquelle für die dort lebenden Tiere darstellen. Das Meeresbodenbergbauunternehmen The Metals Company, das die Forschung teilweise finanziert hatte, veröffentlichte daraufhin eine Erklärung, in der die Ergebnisse der Forschung über die Sauerstoffproduktion als „fehlerhaft“ bezeichnet wurden.

## Rechtliche Aspekte
Die Generalversammlung der Vereinten Nationen verabschiedete 1970 die UN-Resolution 2749 (XXV), eine „Erklärung der Grundsätze für den Meeresboden und des Meeresgrundes und des Meeresuntergrunds außerhalb der Grenzen der nationalen Gerichtsbarkeit“, auf die kein Staat und keine Person Anspruch erheben könne. Um die Frage der unterschiedlichen Ansprüche auf Hoheitsgewässer zu klären, wurde 1973 die Dritte Seerechtskonferenz der Vereinten Nationen einberufen. Die Konferenz, an der mehr als 160 Staaten teilnahmen, ging am 30. April 1982 zu Ende. Die Konferenz verabschiedete das Seerechtsübereinkommens, dessen Artikel 156 die Einrichtung der Internationalen Meeresbodenbehörde festlegte. Deren Gründung erfolgte am 16. November 1994 mit Sitz in Kingston, Jamaika.

### Seerechtsübereinkommen

Seerechtliche Zonen nach der Definition des Seerechtsübereinkommens.

Die Verabschiedung des Übereinkommens bedeutete eine grundlegende Änderung des Seerechts. Zu den Neuerungen zählte das Konzept der archipelagischen Gewässer, das Konzept der ausschließlichen Wirtschaftszone und eine neue Definition des Festlandsockels. Weiterhin verpflichtet es alle Staaten, die Meeresumwelt zu schützen und zu erhalten.
Das Seerechtsübereinkommen legt unter anderem die Zonen fest, in denen Staaten Gesetze erlassen, die Nutzung des Meeres regeln und vorhandene Ressourcen nutzen können. Für die Bodenschätze der Tiefsee und den Meeresbodenbergbau sind die Festlegung der „Ausschließlichen Wirtschaftszone“, der „Archipelgewässer“ sowie die Begriffe des „Festlandsockels“, der „Hohen See“, meist als das „Gebiet“ bezeichnet, maßgeblich. Zum „Gebiet“ gehören alle Teile des Meeres, die nicht zum Küstenmeer, zur ausschließlichen Wirtschaftszone oder zu den inneren Gewässern eines Staates gehören und „in denen kein Staat rechtsgültig behaupten kann, irgendeinen Teil davon seiner Hoheit zu unterstellen“.
In Deutschland setzt das Meeresbodenbergbaugesetz die Bestimmungen des Seerechtsübereinkommen in nationales Recht um. Neben Regelungen zur Arbeitssicherheit im Meeresbodenbergbau ermächtigt das Gesetz zum Erlass von Verordnungen. Die Exploration von Manganknollen wird über die Verordnung „Bestimmungen über die Prospektion und Exploration polymetallischer Knollen im Gebiet“ geregelt.

### Internationale Meeresbodenbehörde

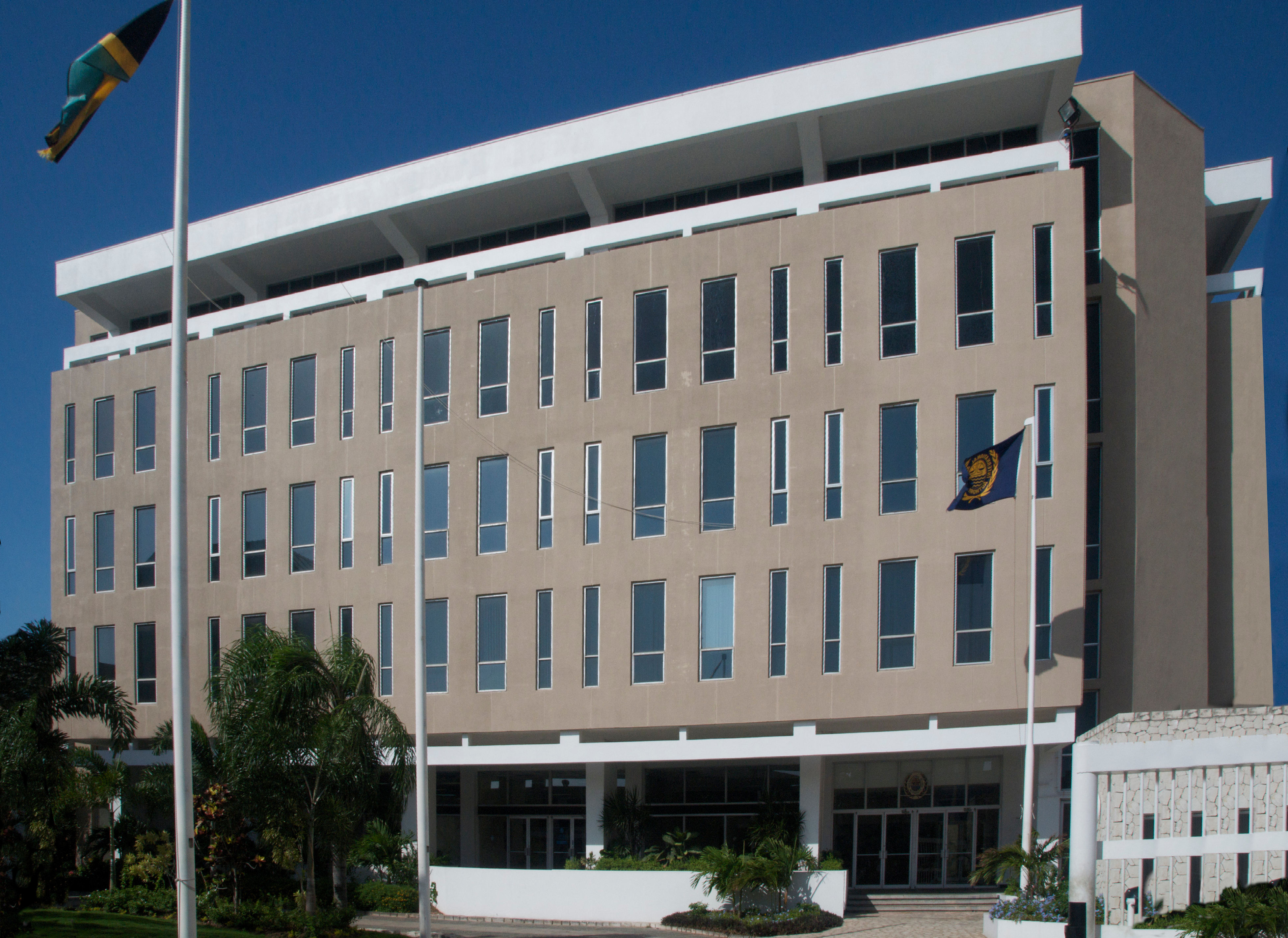
Hauptquartier der Internationalen Meeresbodenbehörde in Kingston, Jamaika

Die Internationale Meeresbodenbehörde wurde gegründet, um alle Aktivitäten des Meeresbodenbergbaus in internationalen Gewässern, das als „Gebiet“ bezeichnet wird, zu regeln und zu kontrollieren. Basierend auf den Ergebnissen von wissenschaftlichen Programmen wie der „MiningImpact“-Studie erstellt die Internationale Meeresbodenbehörde Leitlinien für die Prospektion, die Exploration und den Meeresbodenbergbau, den sogenannten „Mining Code“. Die Abschätzung der Risiken durch den Abbau der Manganknollen ist jedoch schwierig und eine wissenschaftlich gesicherte Bewertung seiner möglichen Auswirkungen aufgrund der geringen Datenlage kaum erfüllbar.
Seit 2006 hält Deutschland über die Bundesanstalt für Geowissenschaften und Rohstoffe (BGR) in Hannover eine Forschungslizenz für zwei insgesamt 75.000 Quadratkilometer große Gebiete im Pazifik. Deutschland zahlte 2006 an die UN 250.000 Euro für die Pacht. Die beiden Seegebiete liegen südwestlich von Hawaii im sogenannten „Mangangürtel“, der sich von der Küste Mexikos bis nach Hawaii zieht. Die Wassertiefen in dem Gebiet liegen zwischen 4000 und 6000 Metern. Der Meeresboden ist dort dicht belegt mit Manganknollen. Die Lizenz gestattet es, 15 Jahre lang das Manganknollenvorkommen zu erkunden. Für einen möglichen Abbau muss bei der Internationalen Meeresbodenbehörde eine Abbaulizenz beantragt werden.
Die Internationale Meeresbodenbehörde arbeitet zudem an Entwürfen für eine Abgabenregelung für den Abbau von Manganknollen. Zur Debatte stehen eine Wertabgabe, die mit fortschreitender Abbaudauer steigt oder die Zahlung von Lizenzgebühren. Daneben werden gemischte Gebührenregelungen, die sich aus Lizenzgebühren sowie Gewinn- und Überschussbeteiligungen zusammensetzen, diskutiert.
Zum Schutz der Meeresumwelt sind Bergbauverbotsgebiete vorgesehen, nach der englischen Bezeichnung „Areas of Particular Environmental Interest“ als APEI abgekürzt, um die Lebensräume und Biodiversität innerhalb der Clarion-Clipperton-Zone zu erhalten. Die Internationale Meeresbodenbehörde legte die Bergbauverbotszonen fest, um das gesamte Spektrum der Tiefseelebensräume in der Clarion-Clipperton-Zone zu erhalten. Unterschiede in der Struktur und Funktion dieser Lebensräume ergeben sich unter anderem durch das Nahrungsangebot und die Häufigkeit der Manganknollen.
Darüber hinaus hat die Internationale Meeresbodenbehörde die Lizenznehmer verpflichtet, zwei Arten von Referenzzonen in ihrem Lizenzgebiet auszuweisen. Um den Einfluss des Manganknollenabbaus auf die Bodenfauna beurteilen zu können, müssen zunächst ungestörte Gebiete (Preservation Reference Zones (PRZ)) auf der Grundlage biologischer und geologischer Daten ausgewiesen werden. Diese Daten sind mit denen der Referenzabbauflächen (Impact Reference Zones (IRZ)) zu vergleichen. Um die Folgen des Manganknollenabbaus abzuschätzen, müssen die Referenzgebiete hinsichtlich ihrer Artenvielfalt, der Populations- und Manganknollendichte sowie in sedimentologischen Eigenschaften wie der Sauerstoffeindringtiefe übereinstimmen. Diese Schutzgebiete sollen den Gebieten, die für den Abbau freigegeben wurden, weitgehend entsprechen und sich daher als Reproduktionsstätte für die Wiederbesiedlung der Abbaugebiete eignen.

## Metallgewinnung aus Manganknollen

Wertschöpfungskette der Manganknollenverarbeitung

Die Wertschöpfungskette der Metallgewinnung aus Manganknollen umfasst neben dem Vertrieb fünf Stufen: die Exploration, die Ressourcenbewertung, die Gewinnung, die Logistik und die Aufbereitung. Jede dieser Phasen umfasst mehrere Prozessschritte. Bereits in den 1970er Jahren schätzte das Massachusetts Institute of Technology (MIT) die Kosten einer fiktiven Meeresbodenbergbaugesellschaft für die Bereiche Forschung und Entwicklung, Prospektion und Exploration, Abbau, Transport, Aufbereitung und Verhüttung der Manganknollen und stellte diese den Erlösen für die Metalle Nickel, Kupfer und Cobalt gegenüber.
Für die Abschätzung der Wirtschaftlichkeit wird die Wertschöpfungskette in zwei wesentliche Bereiche unterteilt. Der „Bergbauunternehmer“ ist ein Oberbegriff für das Unternehmen oder die Organisationseinheit, die alle Offshore-Verfahren von der Exploration bis zur Logistik durchführt und das die Manganknollen zu einer vom „Verarbeiter“ betriebenen Verarbeitungs- und Raffinationsanlage transportiert. Der „Verarbeiter“ ist ein Oberbegriff für das Unternehmen, das alle metallurgischen und ökonomischen Stufen, die nach dem Abbau und dem Transport stattfinden, abdeckt.
Die Konzepte für den Abbau von Manganknollen beruhen auf den Erfahrungen aus den 1970er Jahren und auf Studien wie denjenigen des europäischen Forschungsprojekts „Blue Mining“. Die Tiefsee ist bisher jedoch noch weitgehend unerforscht und die Technologien für den Abbau befinden sich noch in der Entwicklung. Zukünftige Technologien müssen beispielsweise den Betrieb und die Wartung von Maschinen für den Abbau auf dem Meeresboden sowie die ökologischen Aspekte eines nachhaltigen Abbaus berücksichtigen. Neben vielen anderen Gesichtspunkten muss die Vorgehensweise bei der Bergung dieser Ausrüstung oder bei einem Notfall auf der Abbauplattform berücksichtigt werden. Zudem gibt es kein gültiges Meeresbodenbergbaurecht als Grundlage für den Abbau von Manganknollen auf Hoher See. Die Auswirkungen auf die Umwelt, die damit verbundenen Risiken und die Erfordernisse eines nachhaltigen Abbauplanungsprozesses sind ebenfalls ungeklärt.
Um einen wirtschaftlich rentablen Abbau von Manganknollen zu gewährleisten, müssten unter Berücksichtigung der Produktionsfaktoren und Marktpreise jährlich etwa anderthalb bis zwei Millionen Trockentonnen an Erzmineral gefördert und verarbeitet werden. Bei einer mittleren Flächendichte von 10 Kilogramm pro Quadratmeter bedeutet dies, dass im Durchschnitt 20.000 bis 25.000 Quadratmeter pro Förderstunde abgebaut werden müssten. Der Abbau von Manganknollen in diesem Umfang in fünf Abbaugebieten würde etwa 10 % der weltweiten Nickelproduktion, 25 % der Cobaltproduktion und 1 % der Kupferproduktion ausmachen. Ein solches Produktionsniveau würde jedoch zu einer Übersättigung des Manganmarktes führen, so dass der Marktpreis schließlich einbrechen würde. Bei der Kalkulation der Kapitalrentabilität wird die Gewinnung von Mangan daher meist nicht berücksichtigt, da die Absatzchancen des durch den Abbau gewonnenen Metalls auf dem Weltmarkt ungewiss sind. Bei Abbau, Transport, Lagerung und Verarbeitung besteht die Möglichkeit einer Strahlenexposition durch die in den Manganknollen befindlichen radioaktiven Stoffe. Das Einatmen oder Verschlucken von Knollenstäuben, das Einatmen von Radongas und die mögliche Anreicherung bestimmter Radionuklide bei der Verarbeitung bergen daher Gesundheitsrisiken und erschweren die Verarbeitung von Manganknollen.
Aufgrund von Faktoren wie Preisschwankungen bei den Metallen, aber auch aufgrund von Faktoren wie verstärktem Recycling, neuen verfügbaren Onshore-Lagerstätten und neuen technologischen Entwicklungen ist der Abbau und die anschließende Verarbeitung von Manganknollen für die beteiligten Unternehmen mit finanziellen und technischen Risiken verbunden. Durch die damit verbundenen Folgen für die marine Umwelt könnte der Manganknollenabbau für die beteiligten Unternehmen zudem zu einem Imageschaden führen.

### Exploration und Ressourcenbewertung

Seitensichtsonar (schematisch, starke Reflektoren hell, schwache dunkel, der helle Streifen in der Mitte ist die Wassersäule die das Signal zuerst durchläuft, bevor es auf das Sediment trifft.)

Die Exploration der Manganknollen erfolgt von Schiffen aus, die eine Vermessung des Meeresbodens mit genauer Positionsbestimmung ermöglichen. Zur Exploration wird unter anderem der Meeresboden fotografiert und vermessen, es werden Proben gesammelt und chemische Analysen durchgeführt. Die hydroakustische Kartierung des Meeresbodens mit Fächerecholoten und das Seitensichtsonar sind wichtige Instrumente für die Erkundung von Manganknollenfeldern.
Das Seitensichtsonar ist eine auf Schall basierende Technik zur Ortung und Klassifizierung von Objekten im Wasser oder auf dem Grund von Gewässern. Das Seitensichtsonar wird als ein zylindrischer Schleppkörper mit einem Durchmesser von etwa 10 Zentimetern und einer Länge von etwa 1 Meter hinter einem Schiff hergezogen. Der Schleppkörper hat auf beiden Seiten Schwinger mit großem vertikalen und sehr schmalem horizontalen Öffnungswinkel.
Zur Vermessung eines Standorts werden unter anderem autonome Unterwasserfahrzeuge eingesetzt, um detaillierte Karten des Meeresbodens zu erstellen. Mit den Unterwasserfahrzeugen können vollständige Untersuchungen von Gebieten durchgeführt werden, in denen herkömmliche bathymetrische Vermessungen weniger effektiv oder zu kostspielig wären.
Meeresbodenfotos in Verbindung mit Schürfproben lassen eine genaue Ressourcenbewertung zu. Die Schürfproben, etwa mit einem Multicorer, einem Schwerelot oder einem Kastengreifer gezogen, dienen dabei der Abschätzung des vergrabenen Knollenanteils. Zu Explorationszwecken werden ferngesteuerte Fahrzeuge, nach der englischen Bezeichnung Remotely Operated Vehicle als ROV abgekürzt, zur Entnahme von Mineralienproben auf dem Meeresboden eingesetzt. Mit Hilfe verschiedener Techniken können die ferngesteuerten Fahrzeuge Proben nehmen und an die Oberfläche bringen, wo sie auf ihre chemische Zusammensetzung untersucht werden.
Die untersuchten Proben müssen statistisch über das zu untersuchende Gebiet verteilt sein, um eine verlässliche Aussage zur Rentabilität eines Standorts zu machen. Ein Abbau von Manganknollen gilt bei einem Vorkommen von mehr als 10 Kilogramm pro Quadratmeter als lohnend. Weitere Faktoren wie die Bedeckung der Manganknollen mit Sediment oder die Neigung des Meeresbodens spielen ebenfalls eine Rolle bei der Bewertung. Die Analyse der Metallgehalte der Knollen stehen verschiedene analytische Methoden zur Verfügung, etwa die Elektronenstrahlmikroanalyse, die Röntgenfluoreszenzanalyse, die Gaschromatographie und die Massenspektrometrie mit induktiv gekoppeltem Plasma.

### Abbau von Manganknollen

Abbau von Manganknollen

Für den industriellen Abbau der Manganknollen werden verschiedene Systeme in Betracht gezogen. Dazu gehören hydraulische Systeme, kontinuierliche Kettenförderer und Pendelabbausysteme. Bei hydraulischen Systemen fördert ein über den Meeresboden geschlepptes oder selbstfahrendes Bergbau-Raupenfahrzeug die Manganknollen in einen Sammelbehälter. Für den vertikalen Transport der Knollen in der Förderleitung wird ein System von Kreiselpumpen oder ein Lufthebesystem oder eine Kombination aus Pumpe und Lufthebesystem eingesetzt, das die Manganknollen über eine Rohrleitung zu einer schwimmenden Abbauplattform oder einem Basisschiff befördert. Die Manganknollen können sowohl als unzerkleinert oder bereits am Meeresboden zerkleinert als Suspension gefördert werden. Bei Kettenförderern werden die Knollen von Schiffen aus betriebenem Eimerkettensystem vom Meeresboden aufgenommen und zur Oberfläche gefördert. Japan führte 1972 Abbauversuche mit einem solchen System in 4500 Metern Tiefe durch, die jedoch wegen unlösbarer technischer Probleme abgebrochen wurden.
Die gesammelten Manganknollen werden danach auf einer Abbauplattform entwässert, zwischengelagert und in Intervallen von fünf bis acht Tagen auf Massengutfrachter für den weiteren Transport verladen. Meereswasser und Kleinstfraktionen an Sediment und Manganknollensubstrat aus der Entwässerung werden in ausreichende Wassertiefen rückgeleitet. Die möglichen Ausführungen, Abmessungen und die erforderliche Logistikinfrastruktur für einen Meeresbodenbergbaubetrieb befindet sich in einem frühen Entwicklungsstadium. Die Forschung und Entwicklung hat sich bisher auf die Entwicklung von Kollektor- und Steigrohrsystemen ausgerichtet. Nur wenige Studien wurden über Offshore-Abbauplattformen und den Erzumschlag und -transport durchgeführt. Diese Sparte der Meeresbodenbergbauindustrie könnte gegebenenfalls auf die Infrastruktur der Offshore-Öl- und -Gasförderung wie Bohrinseln und Massengutfrachter zurückgreifen, die zu Abbauplattformen und Transportschiffen umgerüstet werden müssten.
In der Zeit von Februar bis Mai 1978 förderte ein internationales Konsortium unter deutscher Beteiligung, die „Ocean Management Inc.“ (OMI), im Zentralpazifik bei einem Pilot-Mining-Test zum ersten Mal mehrere Hundert Tonnen Manganknollen aus über 5000 Metern Tiefe. Damit wurde gezeigt, dass sowohl das Konzept der hydraulischen Vertikalförderung mittels Pumpen als auch das Lufthebeverfahren für den Abbau von Manganknollenfeldern geeignet ist.
Perspektivisch wird es notwendig sein, den Abbau, den Transport, die Lagerung und die Aufbereitung auch unter Strahlenschutzgesetzen zu berücksichtigen, da durch den Zerfall von Radium-226 (226Ra; Bestandteil der Zerfallsreihe von Uran-238 (238U)) radioaktives gasförmiges 222Rn frei wird. Die Aktivitätswerte der Manganknollen übertreffen die aktuellen nationalen und internationalen Grenzwerte um ein Vielfaches. Die angestrebten Abbauverfahren können durch das wahrscheinliche Einatmen oder Verschlucken von radioaktivem Knollenstaub und austretendem Radon-222-Gas die Gesundheit gefährden. Ein weiteres Problem ist der Umgang mit den radiumhaltigen Tailings, welche beim Phosphorgips nach wie vor ein ungelöstes Problem darstellen.

### Umweltaspekte

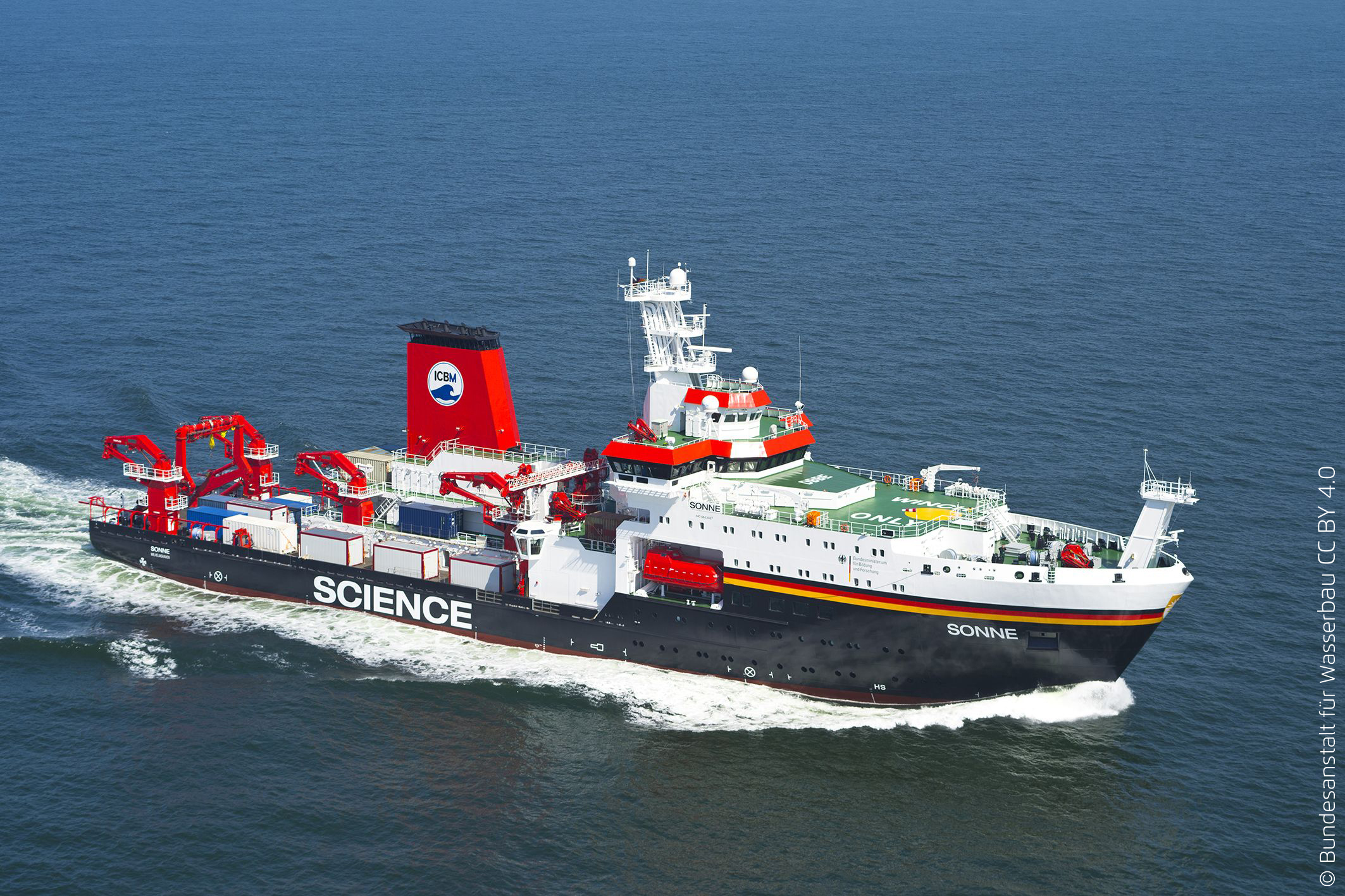
Forschungsschiff Sonne (2014)

Die potenziellen Beeinträchtigungen der Meeresumwelt durch den Abbau von Manganknollen sind zahlreich. Dazu gehören direkte Gefahren für die Meeresorganismen durch das Einsammeln bewohnter Knollen sowie indirekte Gefahren durch den Betrieb von Maschinen auf dem Meeresboden, der mit Lärm und Lichtverschmutzung einhergeht. Lärm und Vibrationen beeinträchtigen die Kommunikation zwischen den Tieren und reduzieren ihre Fähigkeit, Beute zu finden, sich zu orientieren und können das Paarungsverhalten beeinträchtigen.
Der Betrieb dieser Maschinen kann dazu führen, dass das Sediment verdichtet oder aufgewirbelt wird, und aufgewirbeltes Sediment kann sich durch Strömungen auf Organismen in den umliegenden Gebieten ablagern und diese beeinträchtigen. Der mögliche Einfluss wurde in verschiedenen Studien wie der „Umweltstudie zum Tiefseebergbau“ (Deep Ocean Mining Environmental Study (DOMES)), dem „Benthischen Auswirkungsexperiment“ (Benthic Impact Experiment (BIE)) oder dem „Experiment zur Störung und Wiederbesiedlung“, nach der englischen Bezeichnung DISturbance and reCOLonization experiment als DISCOL abgekürzt, untersucht.

#### DISCOL-Experiment

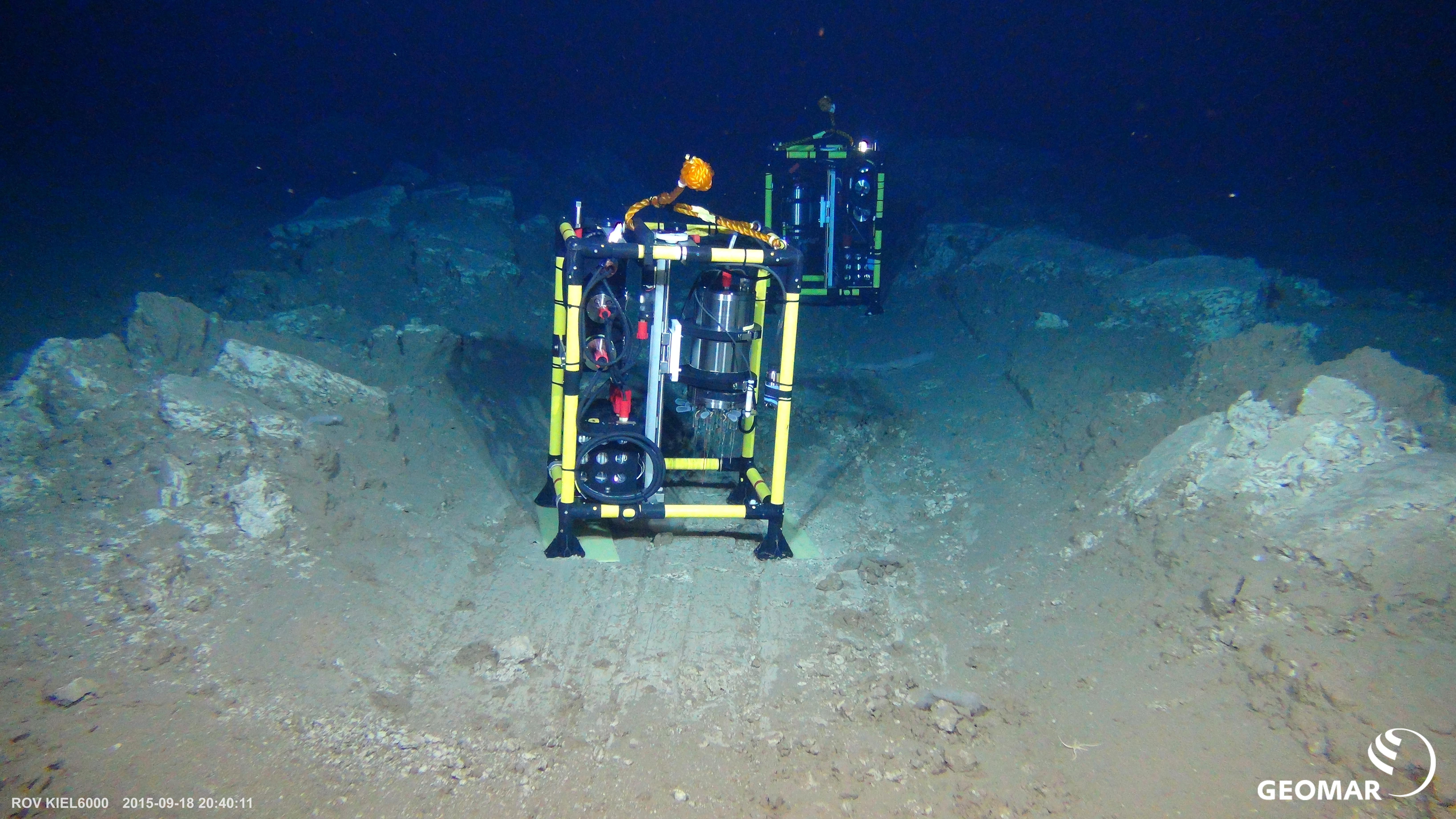
Experiment in den Pflugspuren des DISCOL-Gebiets

Erste Erkenntnisse der möglichen Auswirkungen des Meeresbodenbergbaus auf die benthische Fauna stammen aus der Untersuchung eines Gebiets im Peru-Becken. Dazu wurde 1989 der Meeresbodenbergbau mit einer größeren Anzahl von Pflugspuren in einem etwa elf Quadratkilometer großem Gebiet auf dem Meeresboden simuliert. Das DISCOL-Gebiet wurde zwischen 1989 und 1996 viermal untersucht, wobei Sediment- und biologische Proben entnommen wurden. Dabei sollte geprüft werden, inwieweit sich das geschädigte Gebiet erholen und von der Fauna wieder neu besiedelt werden würden. Außerdem sollten die Auswirkungen einer Sedimentfahne auf die umliegende benthische Lebensgemeinschaft ermittelt werden. Die durch den Meeresbodenbergbau aufgewirbelten Sedimentfahnen werden als eine der problematischsten Auswirkungen im Zusammenhang mit dem potenziellen Abbau von Manganknollen angesehen.
Das Bundesministerium für Bildung und Forschung fördert mit der internationalen Forschungsinitiative JPI Oceans die Erforschung der ökologischen Auswirkungen eines potenziellen Meeresbodenbergbaus. Auf mehreren Forschungsfahrten mit dem Forschungsschiff Sonne erkundeten die Wissenschaftler, ob ein Abbau der Manganknollen in der Tiefsee die dort lebenden Arten gefährden würde. Dabei fanden die Wissenschaftler heraus, dass die bisherigen Lebensgemeinschaften in den Regionen, in denen Manganknollen entfernt wurden, nicht mehr in der gleichen Artzusammensetzung vorkommen.

#### MiningImpact-Projekt

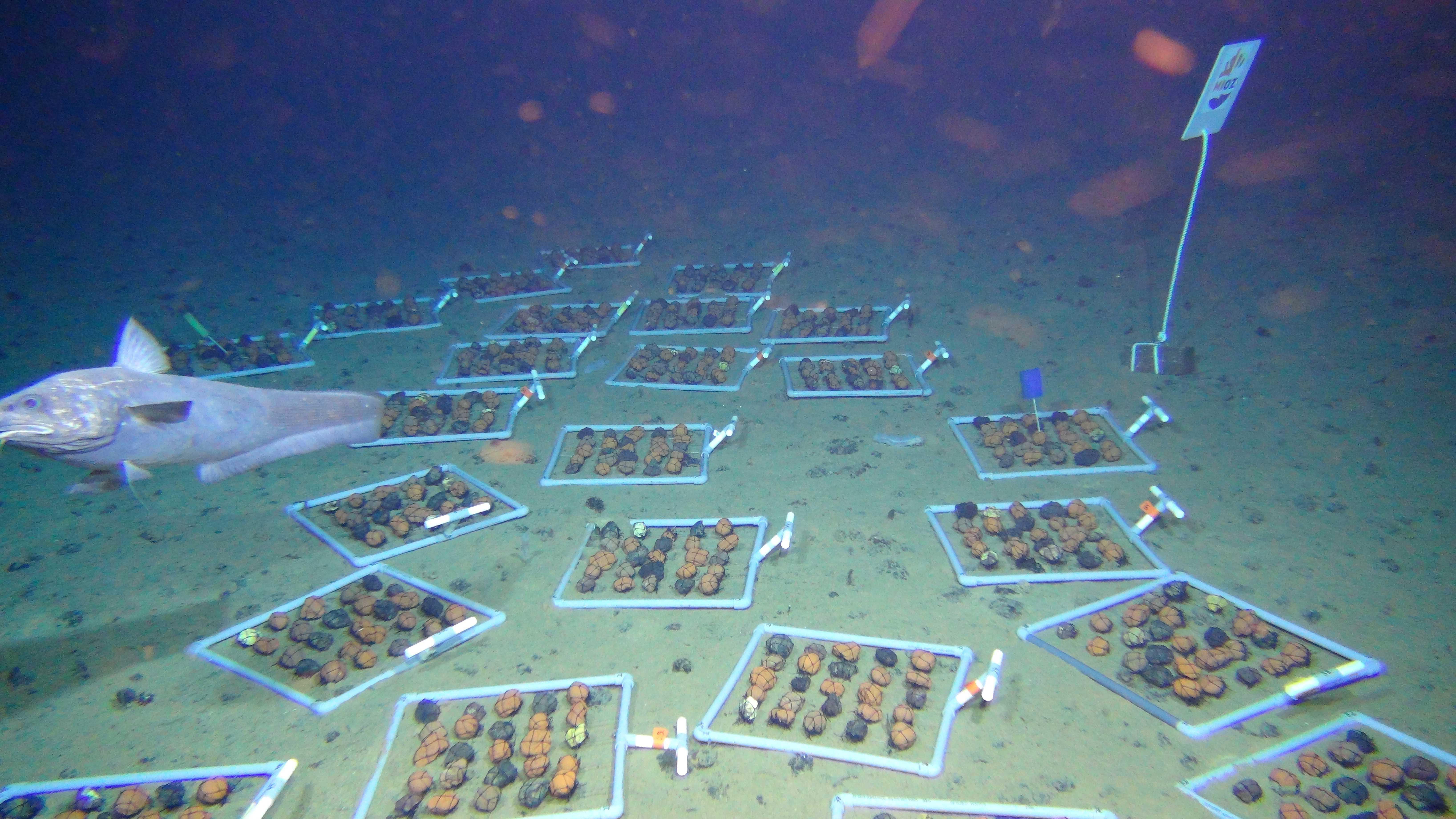
„Knollen-Rahmen“ für Wiederbesiedlungs-Experimente

Die Auswirkungen eines Manganknollenabbaus auf die ozeanischen Lebensräume werden durch das Umweltbundesamt als „erheblich“ eingestuft. Im Sommer 2016 reiste eine Delegation zur internationalen Meeresbodenbehörde, um die Forschungsergebnisse zu präsentieren und den Mining Code mitzugestalten. Dabei gaben die Wissenschaftler die Empfehlung, Schutzgebiete und Abbaugebiete mit gleicher Knollendichte und Artenzusammensetzung mosaikartig anzulegen.
JPI Oceans, eine transeuropäische zwischenstaatliche Organisation für Meeresforschung, ließ im Rahmen der „MiningImpact“-Studie von Januar 2015 bis zum Dezember 2017 die Auswirkungen des Manganknollenabbaus auf das Ökosystem der Tiefsee untersuchen. Im Rahmen der Studie führte das Forschungsschiff Sonne mehrere Fahrten in die Clarion-Clipperton-Zone und das Peru-Becken durch.
Das MiningImpact-Programm führte mehrere Wiederbesiedlungsversuche in den Vertragsgebieten der Clarion-Clipperton-Zone durch. Dazu wurden Manganknollen mit Bergbaufahrzeugen in markierten Gebieten geerntet und die Sedimente auf unterschiedliche Weise gestört oder verdichtet. Ungefähr 2000 künstliche keramische Knollen wurden in eng markierten Gebieten zur Wiederbesiedlung ausgelegt. Die meisten künstlichen Knollen sollen mehrere Jahre in der Tiefsee verbleiben, das Untersuchungsprogramm ist auf eine Dauer von etwa 30 Jahren ausgelegt. Um die Verdichtung durch die Bergbaufahrzeuge umzukehren, wurde das Sediment disaggregiert. Offensichtlich hängt der Besiedelungserfolg vom Substrattyp ab, wobei sich auf künstlichen Substraten nur ein Teil der in natürlichen Gemeinschaften vorkommenden Arten ansiedelte.
Das MiningImpact-Projekt hat ergeben, dass ein mit Manganknollen bedeckter Meeresboden eine höhere Dichte an sessilen und mobilen Tieren aufweist als knollenfreie Gebiete. Bei Untersuchungen im DISCOL-Gebiet, in dem die Manganknollen entfernt wurden, wurde festgestellt, dass die Dichte der Fauna trotz der 26 Jahre, die seit der Störung vergangen waren, sich nicht vollständig erholt hatte.

### Aufbereitung
Die Aufbereitung der Manganknollen erfordert ein Brechen oder Mahlen, gefolgt von chemischen Trennverfahren. Daneben kann der Einsatz der Flotation erforderlich sein, um die Manganknollen aufzubereiten.
Die Weiterverarbeitung der Manganknollen kann mittels hydro-, pyro- oder elektrometallurgischen Verfahren sowie Kombinationen dieser Verfahren erfolgen. Die Hydrometallurgie beinhaltet Trennverfahren wie die Flotation, die Auslaugung, die Extraktion, den Ionenaustausch, das Bioleaching und weitere Verfahren. Pyrometallurgische Verfahren umfassen oxidierende Verfahren wie das Rösten, etwa zur Abtrennung von Schwefel als Schwefeldioxid oder reduzierende Verfahren unter Einsatz von Kohlenstoffmonoxid und anderen Reduktionsmitteln.
Die Porosität der Knollen beträgt 50 bis 60 %, der Wassergehalt 30 bis 45 %, von denen etwa 10 bis 15 % chemisch gebundenes Wasser ist. Lediglich 2 bis 3 % der Trockenmasse eignen sich für die Gewinnung von Metallen, darunter Kupfer, Nickel, Cobalt und Seltene Erden. Der hohe Wassergehalt der Manganknollen führt bei pyrometallurgischen Verfahren zu einem erheblichen Verbrauch an Wärmeenergie. Daher bietet die Hydrometallurgie, wie auch bei anderen geringwertigen Erzen, einen naheliegenden Verfahrensweg zur Gewinnung von Metallen aus Manganknollen.

#### Hydrometallurgische Verfahren
Die Firma Kennecott Copper Corporation entwickelte 1976 den Cuprion-Prozess, eine Kombination von hydro- und elektrometallurgischen Prozessschritten. Das Verfahren wurde speziell für die Chemie der Manganknollen ausgelegt und gilt als potentiell wirtschaftlich.
Die wesentlichen Schritte sind die Reduktion des Mangandioxids zum Mangan(II)-carbonat mittels eines Diamminkupfer(I)-Komplexes bei etwa 50 °C. Durch die Reduktion des Mangandioxids bricht die Mangandioxidmatrix der Knollen auf. Das ermöglicht den in der Matrix gebundenen Kupfer-, Nickel- und Cobaltkationen mit einem Laugungsmittel wie Ammoniak zu löslichen Komplexen zu reagieren.
{\displaystyle {\ce {MnO_2 + 4 NH_3 + CO_2 + H2_O + 2 [Cu(NH_3)_2]^+ -> MnCO_3 + 2 OH^- + 2 [Cu(NH_3)_4]^{2+}}}}
In einem zweiten Schritt erfolgt die Rückgewinnung des Diamminkupfer(I)-Komplexes durch die Reduktion des im ersten Schritt entstehenden Tetraamminkupfer(II)-Komplexes mittels Kohlenstoffmonoxid.
{\displaystyle {\ce {CO + 2 OH^- + 2 [Cu(NH_3)_4]^{2+}-> 4 NH_3 + CO_2 + H2_O + 2 [Cu(NH_3)_2]^+}}}
Der Name „Cuprion“ leitet sich von der Rolle des Kupfer(II)/Kupfer(I)-Redoxpaares in diesem Prozess her. Mangan und Eisen scheiden sich als unlöslicher Rückstand ab, der etwa 98 % der trockenen Manganknollenmasse ausmacht. Da die Eisenmatrix der Manganknollen durch den Reduktionsschritt nicht angegriffen wird, lässt sich ein Teil der Metalle, vor allem Cobalt, nicht auslaugen.
Die metallhaltige Lösung wird danach vom Mangan-Eisen-Rückstand abdekantiert und die Metallionen mittels substituierter Oxime extrahiert. Die Oxime bilden öllösliche Komplexe mit den Metallionen. Das Extraktionsmittel ist dazu in Kerosin gelöst, die Extraktions- und Strippungsschritte werden in Mixer-Settler-Kolonnen bei einer Temperatur von 40 °C durchgeführt. Die Coextraktion von Nickel und Kupfer in die organische Phase erfordert drei Stufen, die eine Extraktion von mehr als 99,9 % beider Metalle erreicht.
Der organische Extrakt wird zum selektiven Strippen von Nickel aus dem beladenen Extraktionslösung mit Rücklaufelektrolyt aus der Nickelelektrolyse zur Herstellung einer Nickelchlorid- oder -sulfatlösung versetzt, gefolgt vom Strippen mit Rücklaufelektrolyt zur Herstellung eines Kupfersulfat-Vorelektrolyten. In einem weiteren Prozessschritt werden Kupfer- und Nickelmetall mittels anschließender Elektrolyse gewonnen.
Cobalt und Molybdän fallen im Raffinat der Kupfer-Nickel-Lösungsmittelextraktion an. Der Prozess stellt eine Kombination von hydro- und elektrometallurgischen Verfahrensschritten dar, die sich durch milde Betriebsbedingungen und eine hohe Selektivität auszeichnen. Ein Nachteil ist die geringe Ausbeute an Cobalt.
Beim Deep-Sea-Ventures-Prozess werden die Manganknollen vollständig in konzentrierter Salzsäure aufgelöst. Durch die Verwendung von konzentrierter Salzsäure erfolgt eine Reduktion des Mangan(IV)-oxids zu Mangan(II)-chlorid unter Freisetzung von Chlor gemäß
{\displaystyle {\ce {MnO_2 + 4 HCl -> MnCl_2 + Cl_2 + 2 H_2O}}}
Durch eine Reihe von Extraktionen, Elektrolysen und selektiven Strippen lassen sich Eisen, Kupfer, Nickel und Cobalt trennen. Konzentrierte Salzsäure wird ebenfalls im Métallurgie Hoboken-Overpelt-Process verwendet, bei dem jedoch das freiwerdende Chlor zu Oxidation des Mangan(II)-chlorids genutzt wird, das als Mangan(IV)-oxid ausfällt.

#### Pyrometallurgische Verfahren
Die Firma International Nickel Company (INCO) entwickelte ein Verfahren zur Verhüttung von Manganknollen. Dabei findet im ersten Schritt die Reduktion der getrockneten und gemahlenen Knollen in einem Ofen statt. Im zweiten Schritt wird durch Schmelzen der reduzierten Manganknollen in einem Elektroofen eine mangan- und eisenhaltige Schlacke sowie wie eine Legierung aus Kupfer, Nickel und Cobalt gewonnen. Diese wird mittels Schwefelsäure ausgelaugt und elektrolytisch zu Kupfer und Nickelmetall weiterverarbeitet. Cobalt wird mittels Wasserstoff reduziert und fällt aus der Lösung als Pulver aus.

#### Biohydrometallurgische Verfahren
Biohydrometallurgische Verfahren nutzen Mikroorganismen für die Gewinnung von Metallen aus ihren Erzen. Dies wird bereits zur Gewinnung von Kupfer, Uran und Gold aus geringhaltigen Erzen im terrestrischen Abbau genutzt. Als manganoxidierende Bakterien, die mögliche Kandidaten für die Verarbeitung von Manganknollen sind, wurden etwa Acidiarius brierleyi, Acidithiobacillus ferrooxidans und Acidithiobacillus thiooxidans identifiziert. Der Schwarze Gießkannenschimmel (Aspergillus niger) ist ein manganoxidierender Pilz. Im Labor- und Technikumsmaßstab gelang die Auslaugung von Manganknollen durch diese Mikroorganismen.

## Verwendung der Metalle

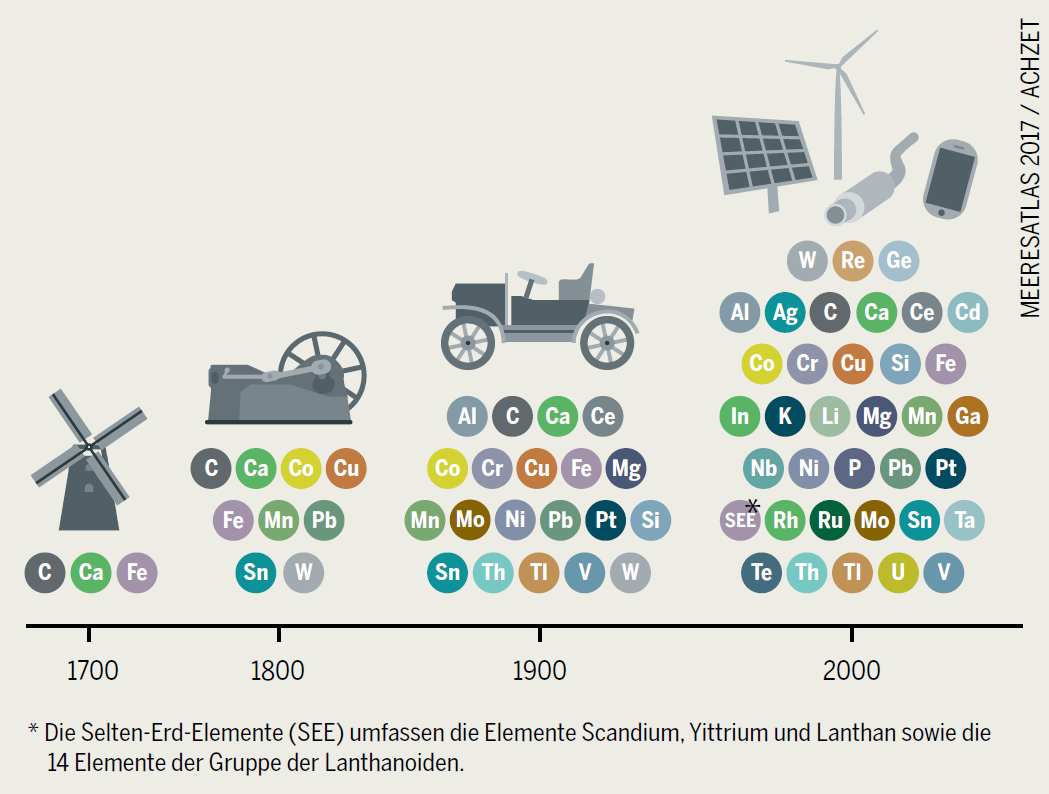
Metallbedarf der verschiedenen Technologieentwicklungsstufen

Um die globale Erwärmung auf höchstens 1,5 bis 2 °C durch einen stufenweisen Ausstieg aus Kohle und Öl zugunsten emissionsarmer oder -freier Lösungen zu begrenzen und eine klimafreundliche Zukunft zu erreichen, ist eine umfassende Umstellung auf erneuerbare Energien erforderlich, die zu einer erheblichen Nachfrage nach Metallen wie Nickel, Cobalt, Lithium und Seltenen Erden führen wird. Eine Windturbine etwa benötigt zwölf Mal mehr Kupfer für die Erzeugung pro Kilowatt als die herkömmliche Stromerzeugung sowie Metalle der Seltenen Erden wie Neodym und Dysprosium für die Herstellung leistungsstarker Magnete. Die Nickelmenge in Nickel-Metallhydrid-Akkumulatoren, die in Elektrofahrzeugen verwendet werden, stieg zwischen 2003 und 2010 um den Faktor 10 an.
Die Weltbank sagte voraus, dass die Produktion von Solarzellen, Windturbinen und Batterien die Nachfrage nach diesen Metallen vorantreiben wird und etwa eine Milliarde Tonnen dieser Metalle erfordert. Es wird erwartet, dass die Metallnachfrage im Jahr 2050 um 500 % höher sein wird als 2018. Manganknollen sind eine potentielle Quelle für die Metalle, die für erneuerbare grüne Energietechnologien benötigt werden.
|                                           | Lithium | Cobalt  | Dysprosium/ Terbium | Neodym/ Praseodym | Tantal |
| ----------------------------------------- | ------- | ------- | ------------------- | ----------------- | ------ |
| Bedarf Zukunftstechnologien 2013 in [t/a] | 000.610 | 005.000 | 2.000               | 29.000            | 0.500  |
| Produktion 2013 in [t/a]                  | 030.000 | 130.000 | 2.400               | 37.000            | 2.100  |
| Bedarf Zukunftstechnologien 2035 in [t/a] | 110.000 | 120.000 | 7.400               | 64.000            | 2.100  |

### Mangan

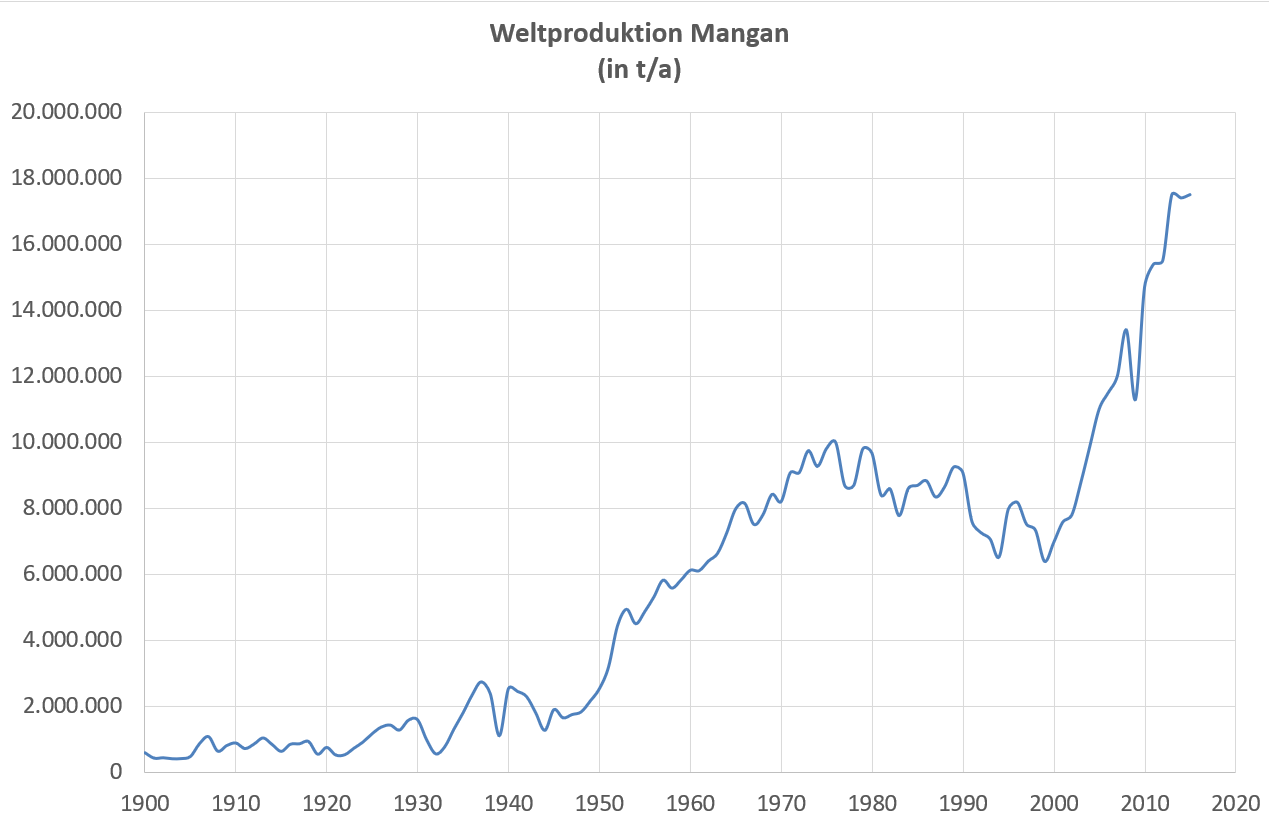
Weltproduktion Mangan

Die terrestrischen Manganvorkommen konzentrieren sich auf einige wenige Länder. So verfügt das Gebiet der Kalahari in Südafrika über 70 % der nachgewiesenen globalen Manganressourcen und etwa 25 % der Reserven. Die Abhängigkeit der Industrieländer von Manganimporten, die Bedeutung des Metalls und die Gefahr von Lieferunterbrechungen aufgrund begrenzter Vorkommen machen Mangan zu einem der wichtigsten Metalle. Der größte Teil des Mangans wird bei der Roheisenherstellung und der Verarbeitung zu Ferrolegierungen benötigt, die zwischen 85 und 90 % des Gesamtverbrauchs ausmachen.
Eine andere wesentliche Anwendung von Mangan ist seine Verwendung in Aluminium-Mangan-Legierungen und anderen Aluminiumlegierungen. Aluminium mit etwa 1 bis 1,5 % Mangan hat eine erhöhte Korrosionsresistenz und wird für die meisten Getränkedosen verwendet. Daneben wird Mangan für die Herstellung von Trockenbatterien, in Düngemitteln und Tierfutter sowie als Farbstoff für Ziegelsteine verwendet. Im geringeren Umfang wird es in Form von (Methylcyclopentadienyl)mangantricarbonyl als Oktanzahlverbesserer oder als Kaliumpermanganat zu Oxidationszwecken verwendet.

### Cobalt

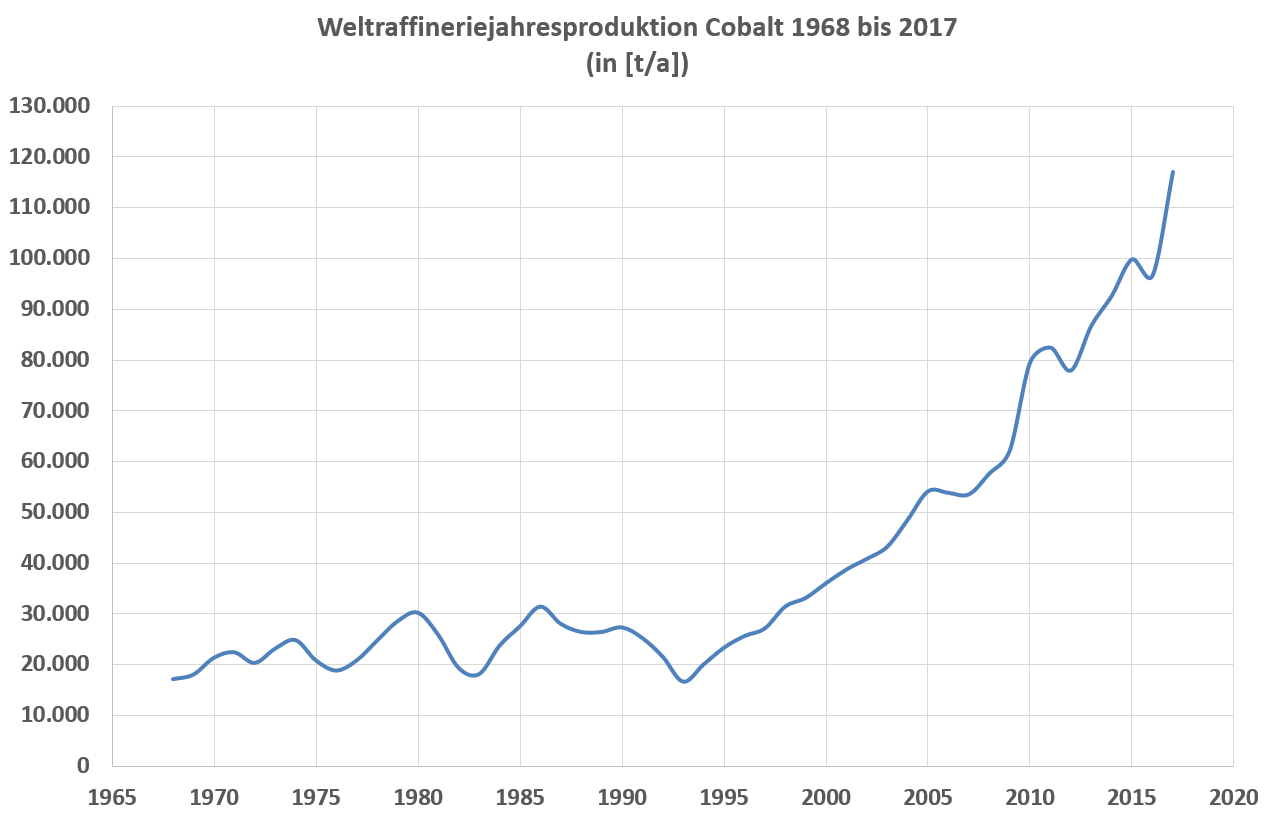
Weltraffinerieproduktion Cobalt 1968 bis 2017

Cobalt wird sowohl als Metall als auch in Form von Cobaltchemikalien verwendet. In der chemischen Industrie wird es beispielsweise in Form von Cobaltcarbonylhydrid als Katalysator für die Hydroformylierung genutzt. Es wird für Lithium-Ionen-Batterien benötigt, die im industriellen Maßstab für Smartphones, Notebooks oder Elektrowerkzeuge verwendet werden. Die größte Nachfrage kommt aus dem Bereich der Elektromobilität, wo die Verwendung von NMC- oder NCA-Akkumulatoren als Traktionsbatterien den Einsatz großer Mengen Cobalt erfordert.
Ein weiterer Bereich mit großem Cobaltbedarf ist die Verwendung in Dauermagneten wie Samarium-Cobalt (SmCo5 und Sm2Co17 mit zusätzlichen Legierungselementen) für Elektrofahrzeuge, Windkraftanlagen und Mobiltelefone sowie die Verwendung als Bestandteil von Superlegierungen.

### Nickel und Kupfer
Nickel ist unter anderem ein Bestandteil von Lithium-Ionen-Batterien, Nickel-Metallhydrid-Akkumulatoren mit geringer Selbstentladung, Beschichtung für Samarium-Cobalt-Magnete, von Anlagen zur Stromerzeugung und Stahlbestandteil. Es ist zu erwarten, dass durch die zunehmende Elektrifizierung der Mobilität und den Ausbau der Digitalisierung der Bedarf in Zukunft weiterwachsen wird.
So ist es ein Ziel des Unternehmens Tesla, Cobalt in Batterien für Elektrofahrzeuge durch Nickel zu ersetzen. Dies wiederum würde den Anteil von Nickel für die Verwendung in Batterien von 3 % am gesamten Nickelmarkt im Jahr 2018 auf rund 12 % im Jahr 2023 ansteigen lassen. Die bekannten Nickelreserven werden indes immer knapper, was die Substitution von Cobalt in Batterien mit hoher Energiedichte in großem Maßstab erschwert.
Wind- oder solargestützte Systeme zur Erzeugung erneuerbarer Energien haben sich im Zeitraum von 2008 bis 2018 fast verfünfzigfacht und trugen erheblich zum Anstieg des Kupferbedarfs bei. Weiterhin wird erwartet, dass die Zahl der Elektroautos von einer Million Fahrzeugen im Jahr 2018 bis zum Jahr 2035 auf etwa 140 Millionen Fahrzeuge ansteigen wird. Hybridelektrokraftfahrzeuge benötigen etwa 40 und Elektroautos 59 oder mehr Kilogramm Kupfer, also deutlich mehr als herkömmliche Autos.

### Metalle der Seltenen Erden
Die in Manganknollen gefundenen Metalle der Seltenen Erden finden vielseitige High-Tech- und Green-Tech-Anwendung, etwa in Mobiltelefonen, Leuchtdioden, Bildschirmen, Digitalkameras und Hybridelektrokraftfahrzeugen. Einige Seltenen Erden werden in großen Mengen in der grünen Energietechnik wie bei Windkraftanlagen verwendet. Neodymmagnete für Windturbinen können über 300 Kilogramm Neodym enthalten. Weltweit wurden 2008 etwa 129.000 Tonnen Seltene Erden verbraucht. Ungefähr 60 % des Gesamtverbrauchs entfielen auf etablierte Anwendungen wie Katalysatoren und die Glas-, Beleuchtungs- und Metallindustrie. Die restlichen 40 % entfielen auf wachstumsstarke Technologien wie Batterien, Keramik und Magnete.
China deckte seit den 1990er Jahren über 85 % des weltweiten Bedarfs an Seltenen Erden. Obwohl die weltweite Nachfrage seither weiter anstieg, kündigte China 2010 an, die Ausfuhr von Seltenen Erden zu begrenzen. Um die Abhängigkeit von chinesischen Importen zu reduzieren, haben viele Länder ihre Explorationsaktivitäten verstärkt, unter anderem für den Abbau von Manganknollen.